# Samočinná tlaková brzda

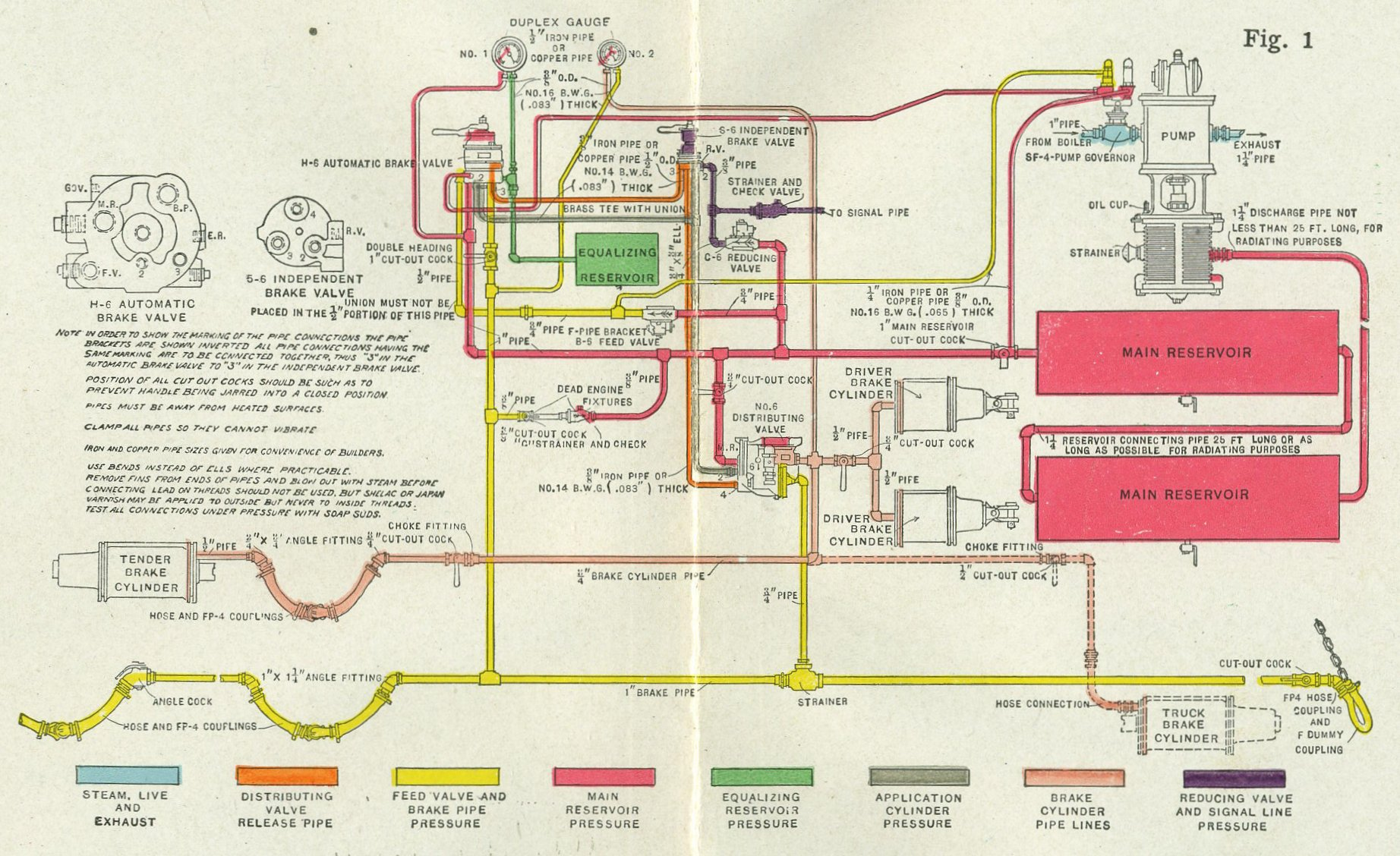
Schema brzdy Westinghouse na lokomotivě
Červená – tlak hlavního vzduchojemu
Žlutá – tlak hlavního potrubí
Růžová – tlak v brzdových válcích
V tomto případě se ovládá brzdičem přímočinné lokomotivní brzdy tlak v brzdových válcích prostřednictvím lokomotivního rozvaděče

Zjednodušené schema rozvaděče:
1 – pomocný vzduchojem
2 – hlavní potrubí
3 – vyrovnávací a přerušovací ústrojí
4 – rozvodový vzduchojem
5 – zpětná záklopka
6 – brzdový válec
Při odbrzdění je tlak 5 bar v prostorách A, B i D, prostor C je prázdný. Při snížení tlaku v hlavním potrubí způsobí rozdíl tlaků mezi A a B zdvižení membrány a přepuštění vzduchu z D do C. Tlak v C působí na membránu a spolu s tlakem v B vrátí spodní membránu a celý rozvodový mechanismus do původní polohy, čímž se uzavře spojení D s C. Při dalším snížení tlaku v hlavním potrubí se cyklus opakuje, tlak v brzdovém válci narůstá. Při nárůstu tlaku v hlavním potrubí stlačí tlak v C spolu se zvýšeným tlakem v B rozvodový mechanismus dolů, tím se otevře průchod z C do duté pístnice a tou uniká vzduch přes neoznačenou komoru do ovzduší.
.
Funkce vyrovnávacího a přerušovacího ústrojí:
Při plnění nebo pomalém poklesu tlaku v hlavním potrubí je píst vyrovnávacího a přerušovacího ústrojí odtlačen doleva a hlavní potrubí je propojeno s rozvodovým vzduchojemem dutou pístnicí. Při rychlém poklesu tlaku se nestačí rozvodový vzduchojem odvětrat, píst je zatlačen vpravo a pístnice dolehne na sedlo, čímž se otvor v pístnici uzavře a nastává brzdění.

Samočinná tlaková brzda je především používána na železnici jako základní provozní brzda vlaků a v některých případech i posunujících dílů. Brzdu vynalezl George Westinghouse ve Spojených státech roku 1869 speciálně pro drážní provoz. 5. března 1872 obdržel na svůj vynález ve Spojených státech patent.
Základními důvody pro zavedení samočinné brzdy bylo umožnění přímého ovládání brzd strojvedoucím, zajištění rovnoměrného účinkování brzd celé soupravy a zajištění samočinného zabrzdění vlaku v případě přetržení soupravy nebo při použití záchranné brzdy. Tu lze použít v kterémkoliv vozidle vlaku.
Brzda využívá stlačený vzduch k přenosu energie pro brzdění a zároveň i k ovládání brzd na všech vozidlech soupravy. Vlastní brzdění se pak děje prostřednictvím zdrží přitlačovaných na jízdní plochu kola, resp. čelistí na kotouče u kotoučové brzdy. Samočinná brzda vozidel většiny evropských železničních dopravců odpovídá mezinárodním normám a vyhláškám Mezinárodní železniční unie, takže vozidla jsou vzájemně kompatibilní.
Stejnému účelu slouží samočinná sací brzda, od jejíhož používání se upouští ve prospěch tlakové brzdy.

## Popis funkce

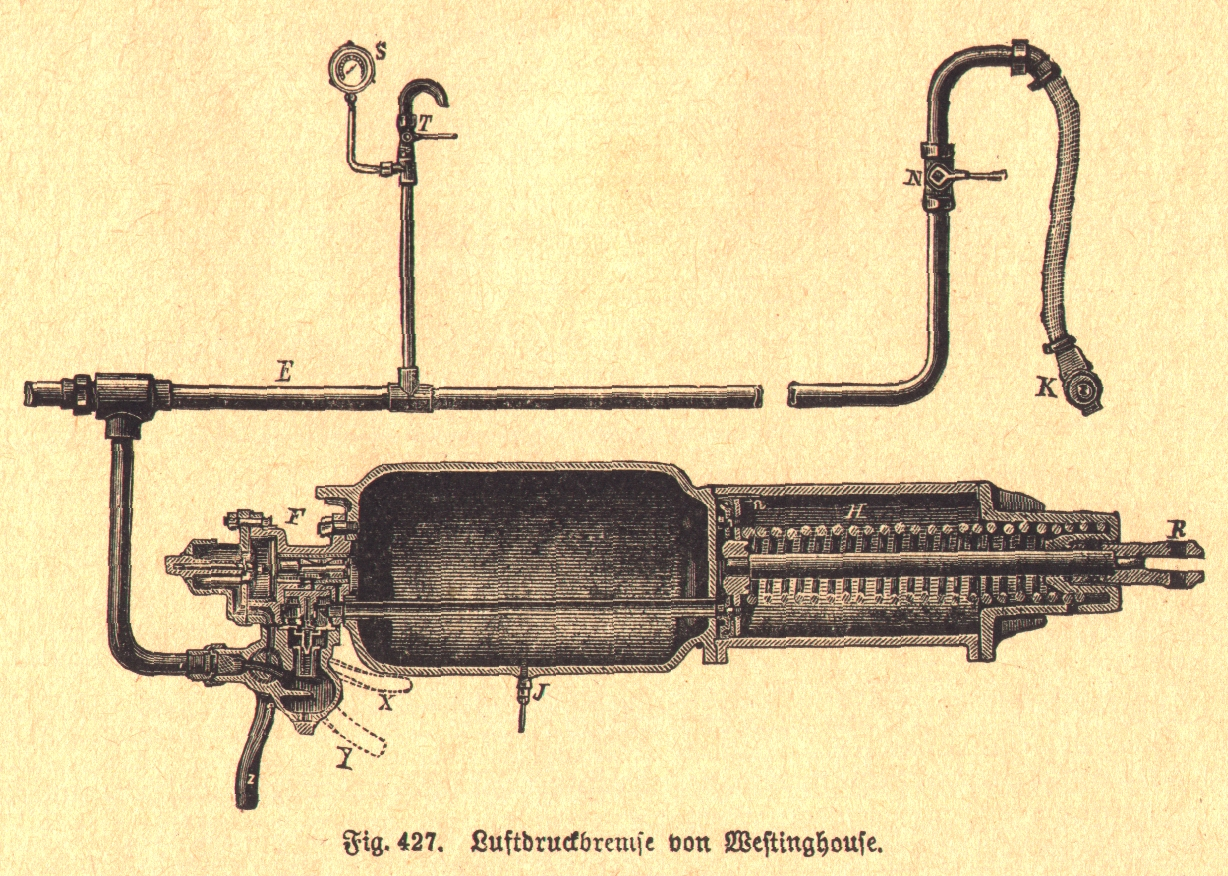
Tlaková brzda podle Westinghouse – rozvaděč, pomocný vzduchojem a brzdový válec tvoří jeden celek.

V principu se pneumatická část samočinné tlakové brzdy skládá ze zdroje stlačeného vzduchu, hlavních a pomocných vzduchojemů, regulačních prvků, potrubí a brzdových válců. Při sestavě vlaku se propojí brzdová potrubí všech vozidel soupravy.

### Uvedení do provozu
Všechna vozidla vlaku brzděná samočinnou tlakovou brzdou musí být propojena potrubím, které se nazývá hlavní potrubí. Ke vzájemnému propojení vozidel slouží hadicové spojky. Kompresor natlakuje hlavní vzduchojem(-y) na hodnotu 8 - 10 barů (záleží na typu hnacího vozidla). Strojvedoucí přestaví brzdič samočinné brzdy, který slouží zároveň jako regulátor tlaku, do polohy „jízda“ nebo „odbrzdit“ a hlavní potrubí se naplní z hlavního vzduchojemu tlakem 5 bar. Přes rozvaděče jednotlivých vozidel se naplní stejným tlakem i jejich pomocné vzduchojemy a další, menší vzduchojemy sloužící k regulaci brzdění. Brzdové válce zůstávají prázdné.

### Brzdění
Pokud se sníží tlak v hlavním potrubí, rozvaděče na jednotlivých vozidlech zareagují a vpustí stlačený vzduch z pomocných vzduchojemů do brzdových válců. Tím dojde k přitisknutí zdrží na kola, nebo sevření brzdových kotoučů čelistmi. Tlak v brzdových válcích odpovídá poklesu tlaku v hlavním potrubí. Úplného provozního zabrzdění se dosáhne při poklesu tlaku v hlavním potrubí na 3,5 bar. Maximální hodnota tlaku v brzdových válcích přitom činí 3,8 bar. Stav při poklesu tlaku v hlavním potrubí pod 3,5 bar se nazývá rychločinné brzdění. K vyprázdnění hlavního potrubí dojde při přestavení brzdiče do polohy rychločinného brzdění, při stržení záchranné brzdy nebo při porušení celistvosti hlavního potrubí, například při přetržení soupravy. Při rychločinném brzdění vzrůstá rychlost zaúčinkování brzdy, maximální tlak v brzdových válcích je stejný, jako při úplném provozním zabrzdění.

### Odbrzdění
Přestavením brzdiče do odbrzďovací polohy dojde k opětovnému naplnění brzdového potrubí na hodnotu 5 bar. Rozvaděče jednotlivých vozidel zareagují, vypustí vzduch z brzdových válců a zároveň přepustí stlačený vzduch do pomocných vzduchojemů.

## Druhy brzd

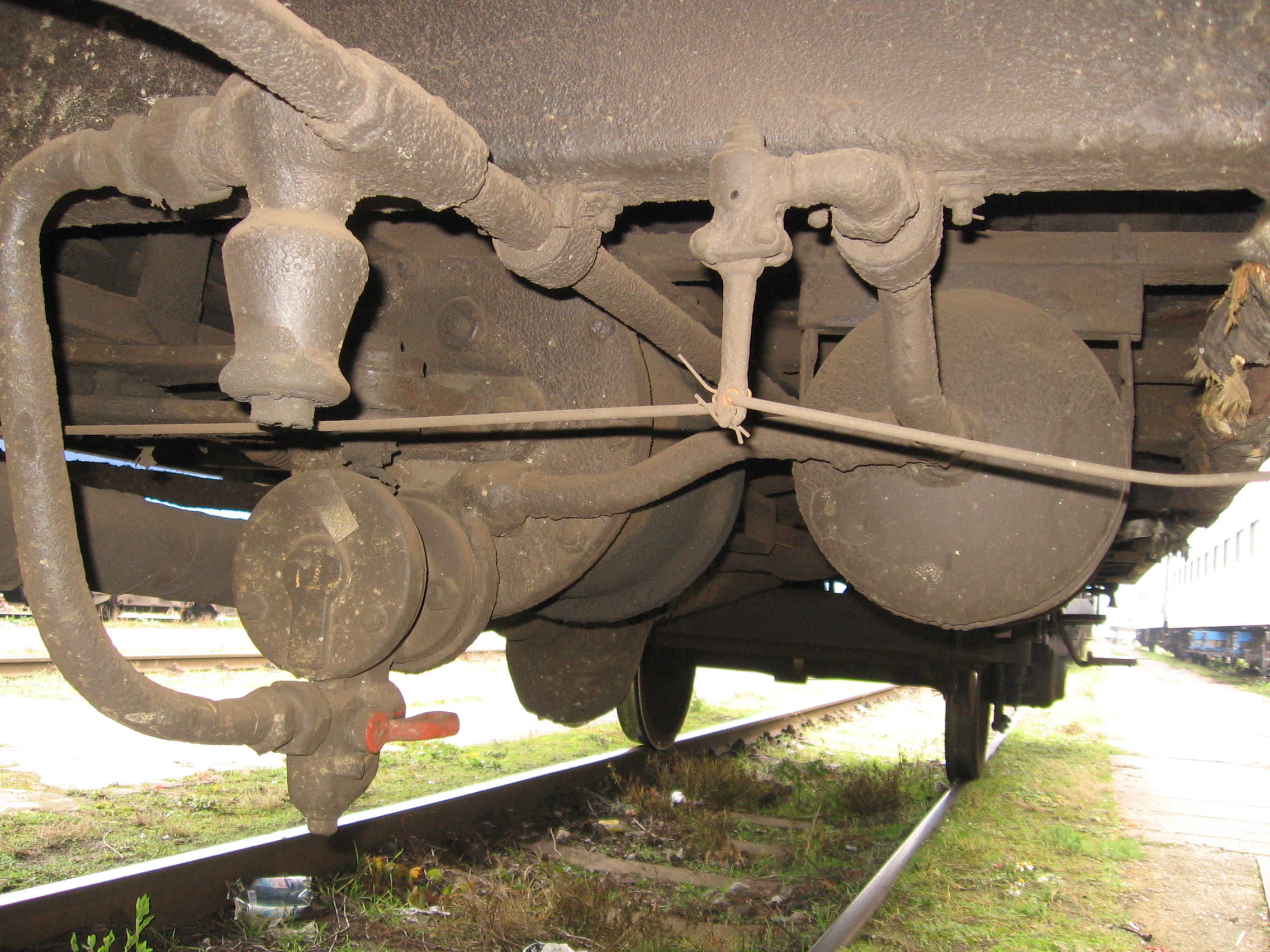
Brzda Knorr vozu typu Rybák

### Stupňovitě neodbrzďovatelná brzda
Tato brzda nedovoluje postupně snižovat brzdný účinek postupným zvyšováním tlaku v hlavním potrubí. Pokud dojde i k mírnému zvýšení tlaku v hlavním potrubí, rozvaděč vypustí veškerý vzduch z brzdových válců. Pokud navíc není brzdič v odbrzďovací poloze dostatečně dlouho, nestačí se naplnit pomocné vzduchojemy a při novém zabrzdění je účinek brzdy nedostatečný.
Na evropských železnicích se používaly brzdy Westinghouse nebo Knorr. Dnes se lze v pravidelném provozu setkat s vyčerpatelnou brzdou na evropských normálněrozchodných železnicích již jen u vozů ze zemí bývalého Sovětského svazu – brzda Matrosov. Brzdy tohoto typu jsou používány i na amerických železnicích, kde u dlouhých souprav nelze zaručit spolehlivý provoz stupňovitě odbrzďovatelných brzd.

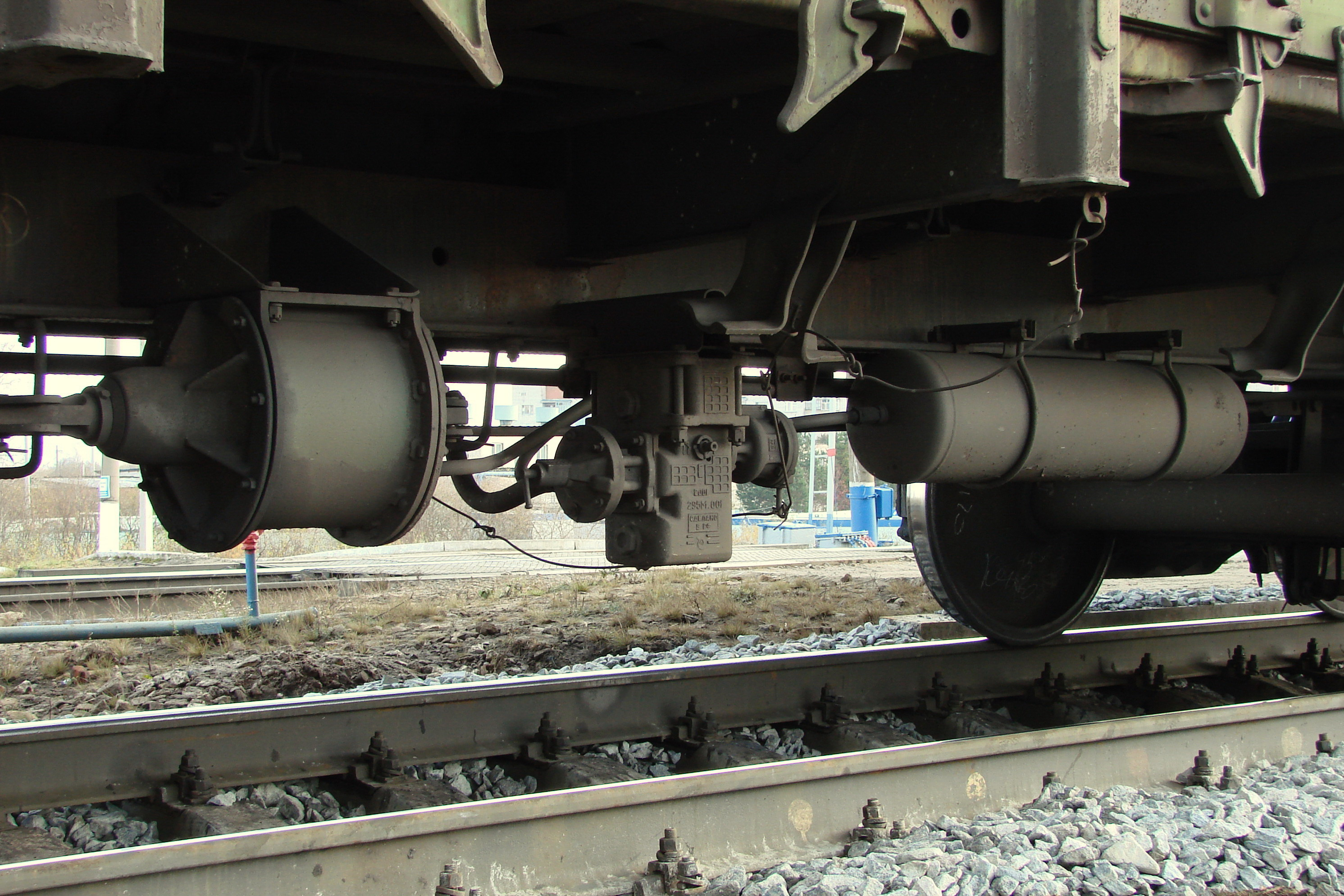
Brzdový válec, rozvaděč a pomocný vzduchojem na spodku nákladního vozu

### Stupňovitě odbrzďovatelná brzda
Stupňovitě odbrzďovatelná brzda byla vyvinuta, aby se zabránilo vyčerpání brzdy při jízdě na dlouhých spádech a zároveň aby se umožnilo strojvedoucím lépe regulovat brzdění. Bruno Kunze a Georg Knorr zkonstruovali brzdu, která byla v roce 1918 uvedena v Německu do provozu pod označením Kunze-Knorr, nejprve pro nákladní vlaky (Kkg – g jako Güterzug) a později i pro osobní (Kkp – p jako Personenzug). Brzda pracovala se dvěma pracovními prostory v brzdovém válci (dvoukomorová brzda).
Další vylepšení konstrukce brzdy provedli Wilhelm Hildebrand a Georg Knorr. Jejich brzda označená Hildebrand-Knorr (Hik) pracuje s jedním pracovním prostorem v brzdovém válci (jednokomorová brzda), ale již na principu tří tlaků. Zatímco brzda Kunze-Knorr využívala pro regulaci pouze porovnání tlaků mezi hlavním potrubím a brzdovým válcem, což při netěsnosti válce vedlo k trvalému vyprazdňování pomocného vzduchojemu a tím k samovolnému brzdění, brzda Hildebrand-Knorr využívá k regulaci i tlak v pomocném vzduchojemu. Při poklesu tlaku v pomocném vzduchojemu pod hodnotu tlaku v hlavním potrubí je do brzdového válce přiveden tlak přímo z hlavního potrubí; tím se zabrání samovolnému odbrzdění. Pro využití této vlastnosti byl současně vyvinut samoregulační brzdič, který průběžně doplňuje hlavní potrubí a tím v něm udržuje konstantní tlak. Masově se ovšem tyto brzdiče začaly nasazovat až přibližně o dvacet let později. Dnes představují brzdiče tohoto typu standardní vybavení hnacích vozidel a řídících vozů.

#### Vyčerpatelnost brzdy
Za nevyčerpatelnou se podle vyhlášky UIC 540 považuje brzda, která při zabrzdění, následné jakékoliv manipulaci s brzdičem (úplné nebo částečné odbrzdění) a úplném provozním zabrzdění dosáhne minimálně 85 % jmenovité hodnoty tlaku v brzdových válcích.

## Základní součásti samočinné tlakové brzdy

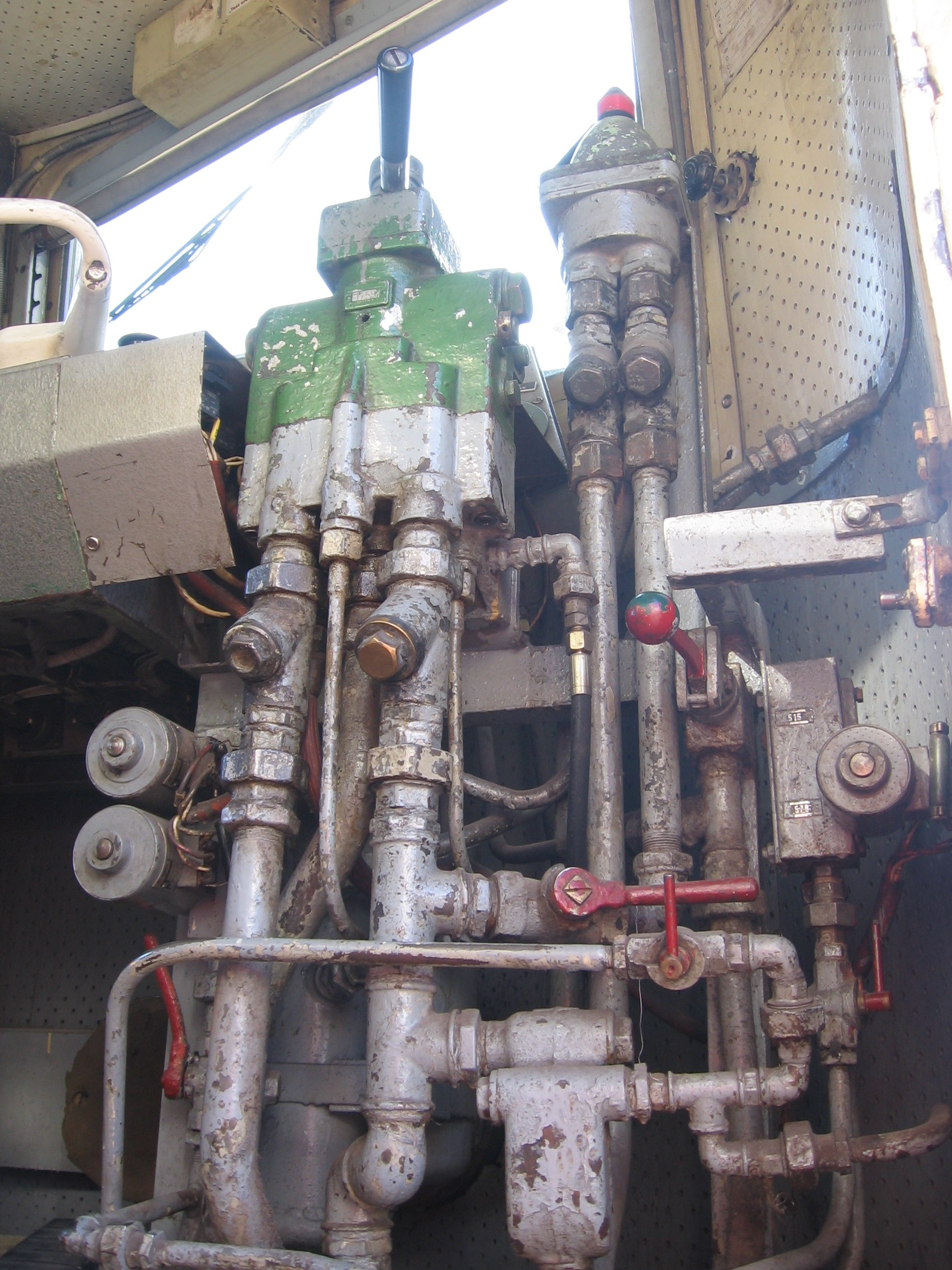
Lokomotiva ř. 242: brzdič DAKO BS-2 samočinné brzdy vlevo, brzdič přímočinné brzdy DAKO-BP vpravo

### Kompresor
Kompresor slouží jako zdroj stlačeného vzduchu pro brzdu i pro ostatní pneumatické pohony vozidla, resp. soupravy. Na železničních vozidlech se nejčastěji používají kompresory pístové, obvykle dvoustupňové, dále lamelové a šroubové. U vozidel se spalovacím motorem může být kompresor spojen s motorem přímo mechanicky, přes elektromagnetickou spojku, přes hydrodynamickou spojku, anebo může být poháněn hydrostaticky.

### Hlavní vzduchojem
Hlavní vzduchojem slouží jako zásobník stlačeného vzduchu. Jeho objem musí být dostatečný, aby dokázal krýt spotřebu pneumatických přístrojů vozidla, resp. soupravy.

### Brzdič
Brzdič je přístroj, kterým se ovládá brzda. Kromě brzdiče samočinné brzdy bývá současně na vozidle instalován i brzdič přímočinné brzdy.
Starší vozidla mívají stanoviště strojvedoucího vybavené brzdičem, u novějších vozidel je instalován elektricky ovládaný brzdič mimo stanoviště a na stanovišti je pouze ovladač brzdiče, případně je ovládání integrováno do hlavní jízdní páky.
V případě stupňovitě odbrzďovatelných brzd udržuje brzdič požadovaný tlak v brzdovém potrubí samočinně. V případě stupňovitě neodbrzďovatelných brzd nesmí brzdič ztráty vzduchu doplňovat, protože by mohlo dojít k odbrzdění.

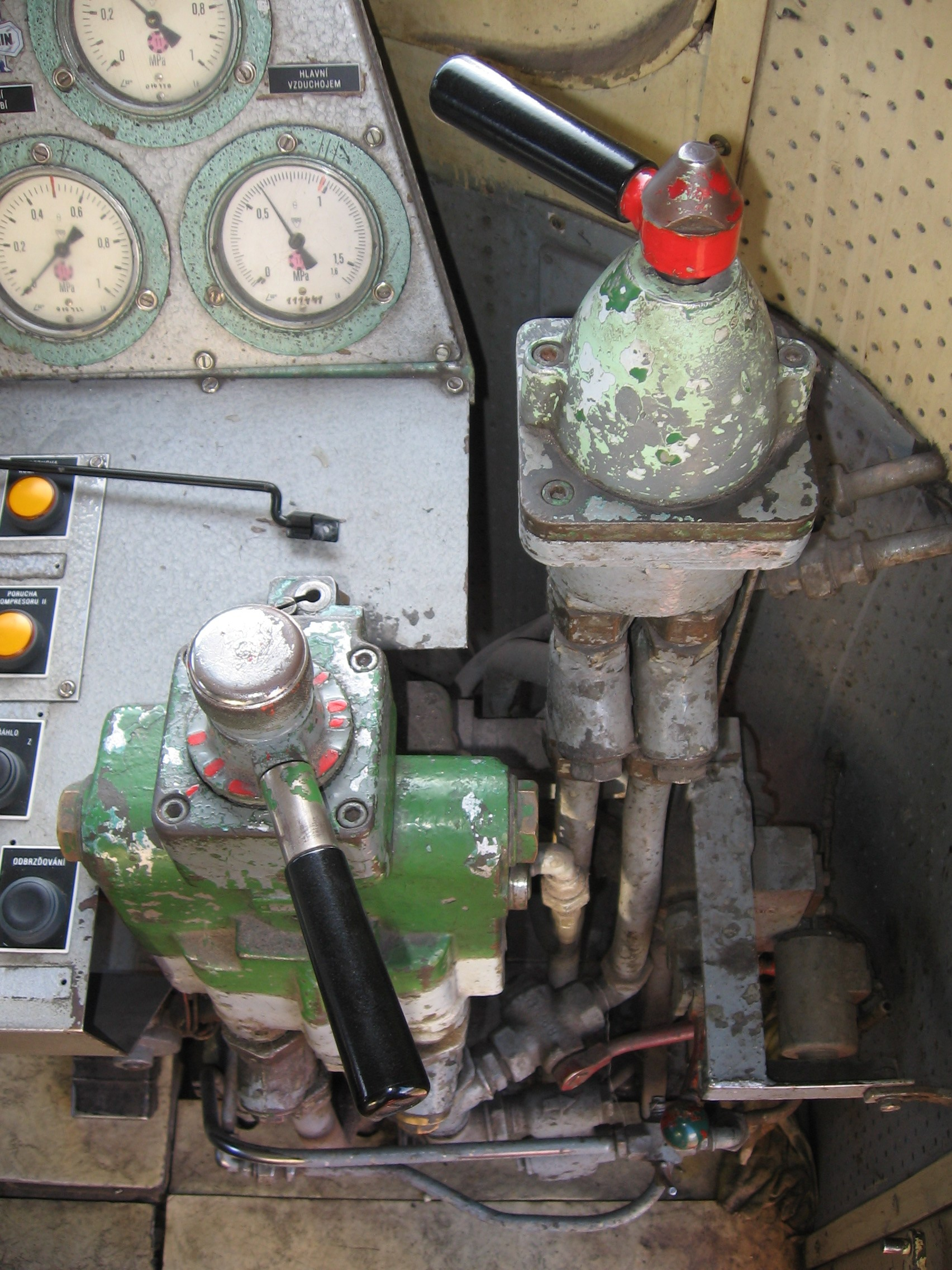
Brzdič DAKO BS-2 a brzdič přímočinné brzdy na ř. 242
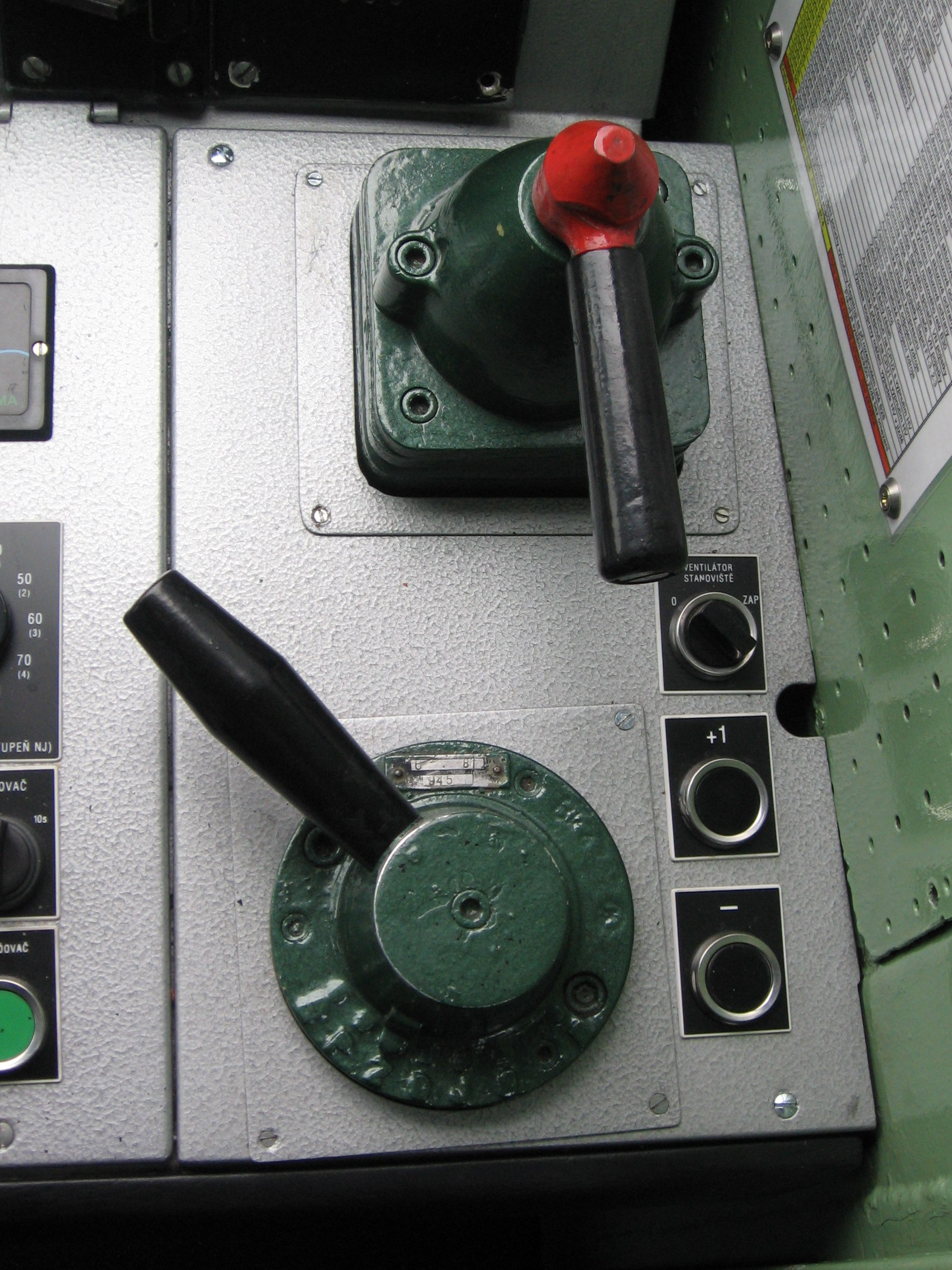
Ovladač elektrického brzdiče OBE-1 a brzdič přímočinné brzdy DAKO-BP na ř. 151
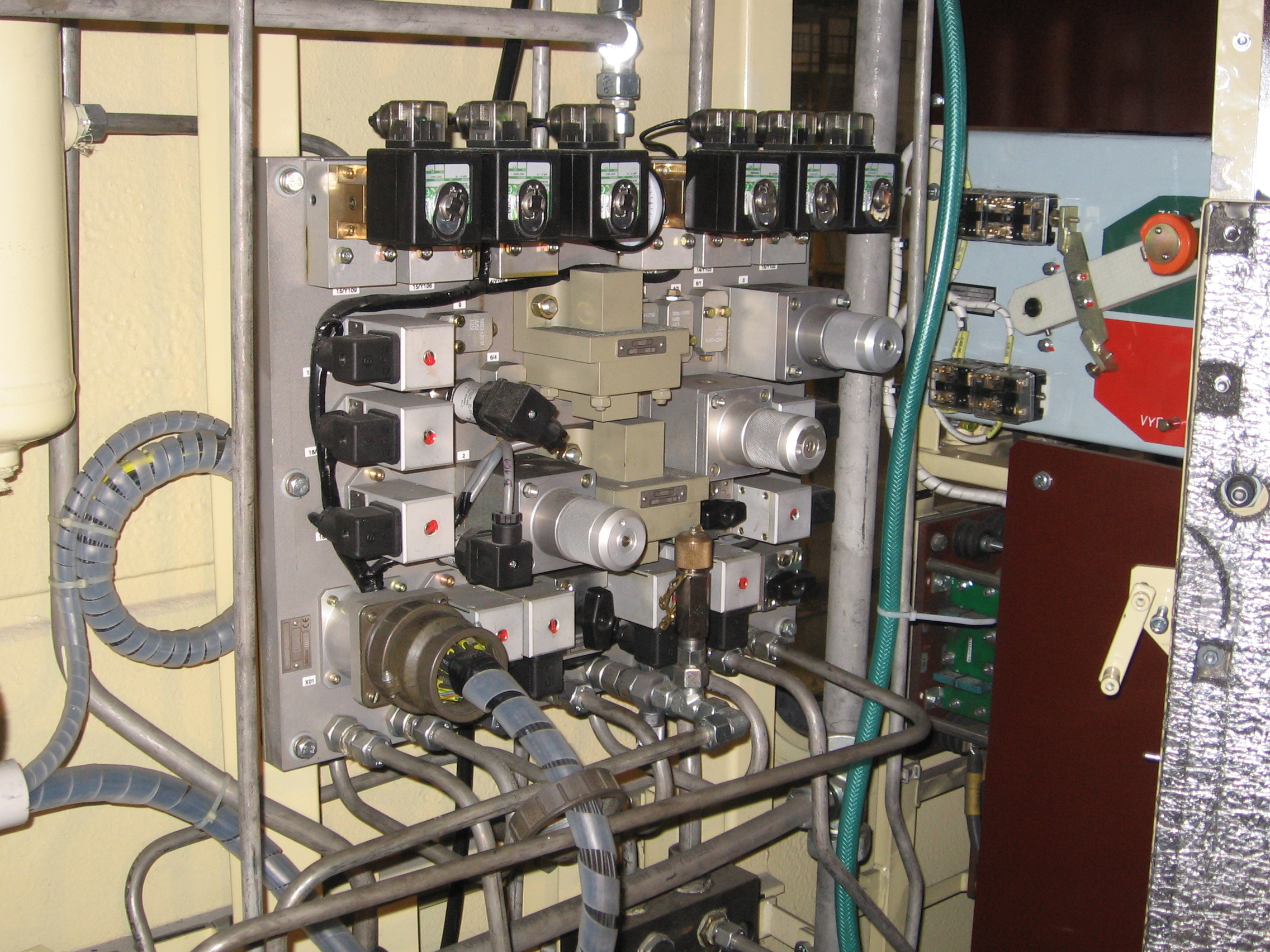
Elektricky ovládaný brzdič jednotky 471

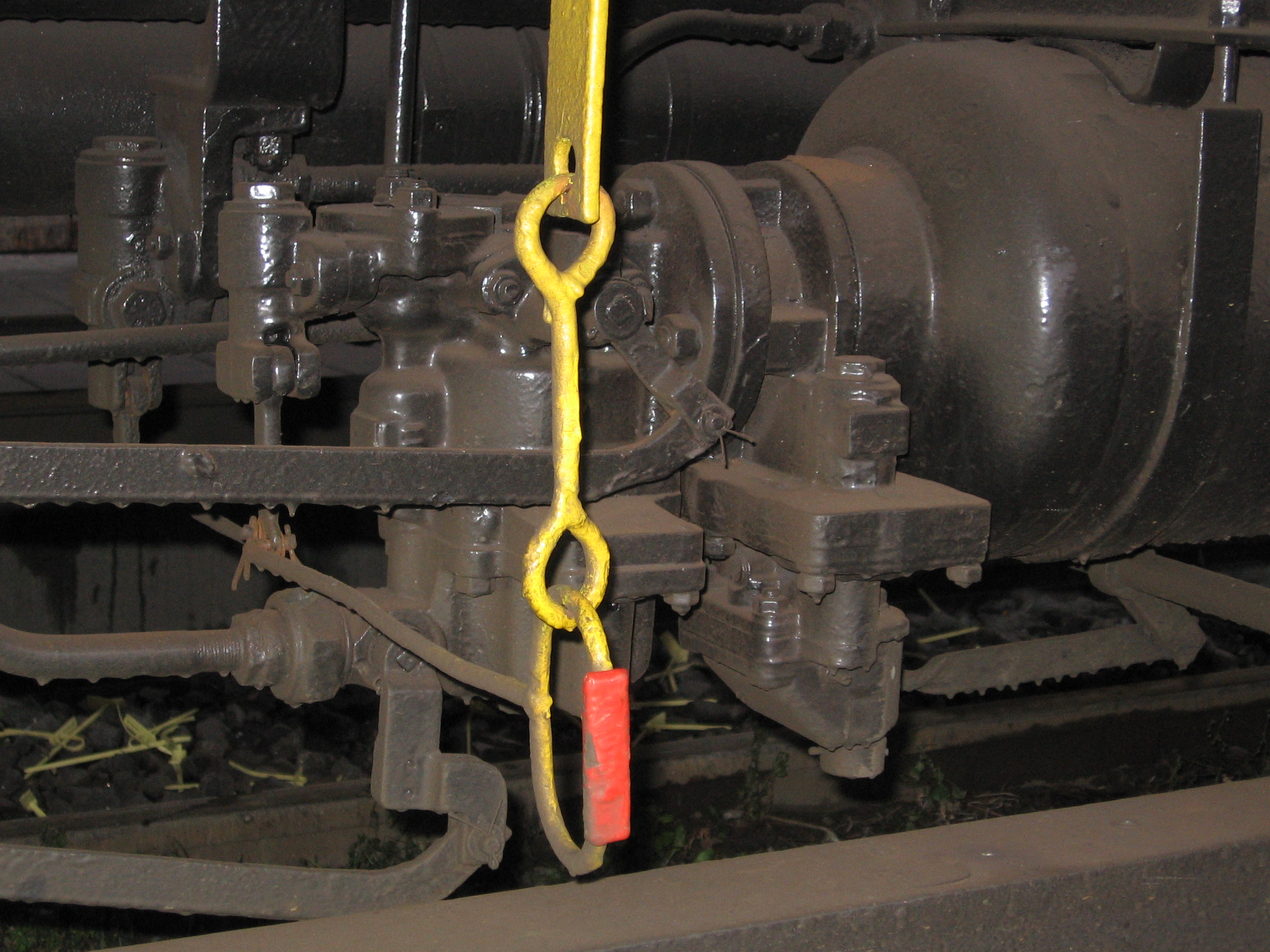
Rozvaděč nákladního vozu – zleva připojena táhla přestavovače G-P (nahoře) a uzavíracího kohoutu brzdy (dole). V popředí táhlo ručního odbrzďovače.

### Rozvaděč
Rozvaděč samočinné brzdy je regulátor brzdy na vozidlech. Podle velikosti tlaku v hlavním potrubí reguluje tlak v brzdových válcích vozidla. Nezbytnou součástí rozvaděče je rozvodový vzduchojem. Rozvaděč pracuje na základě rozdílu tlaku v rozvodovém vzduchojemu a v hlavním potrubí. Rozvodový vzduchojem se doplňuje z hlavního potrubí, pokud se nedovoleným způsobem zvýší tlak v hlavním potrubí nad 5 bar, dojde k tzv. přebití a při poklesu tlaku na 5 bar již rozvaděč zaúčinkuje a dojde k zabrzdění.

### Pomocný vzduchojem
V pomocném vzduchojemu je na vozidle uchovávána zásoba stlačeného vzduchu pro brzdění. Zpravidla je doplňován z hlavního potrubí přes rozvaděč. Pokud je tlak ve vzduchojemu větší, než v hlavním potrubí, vzduchojem bouchne.

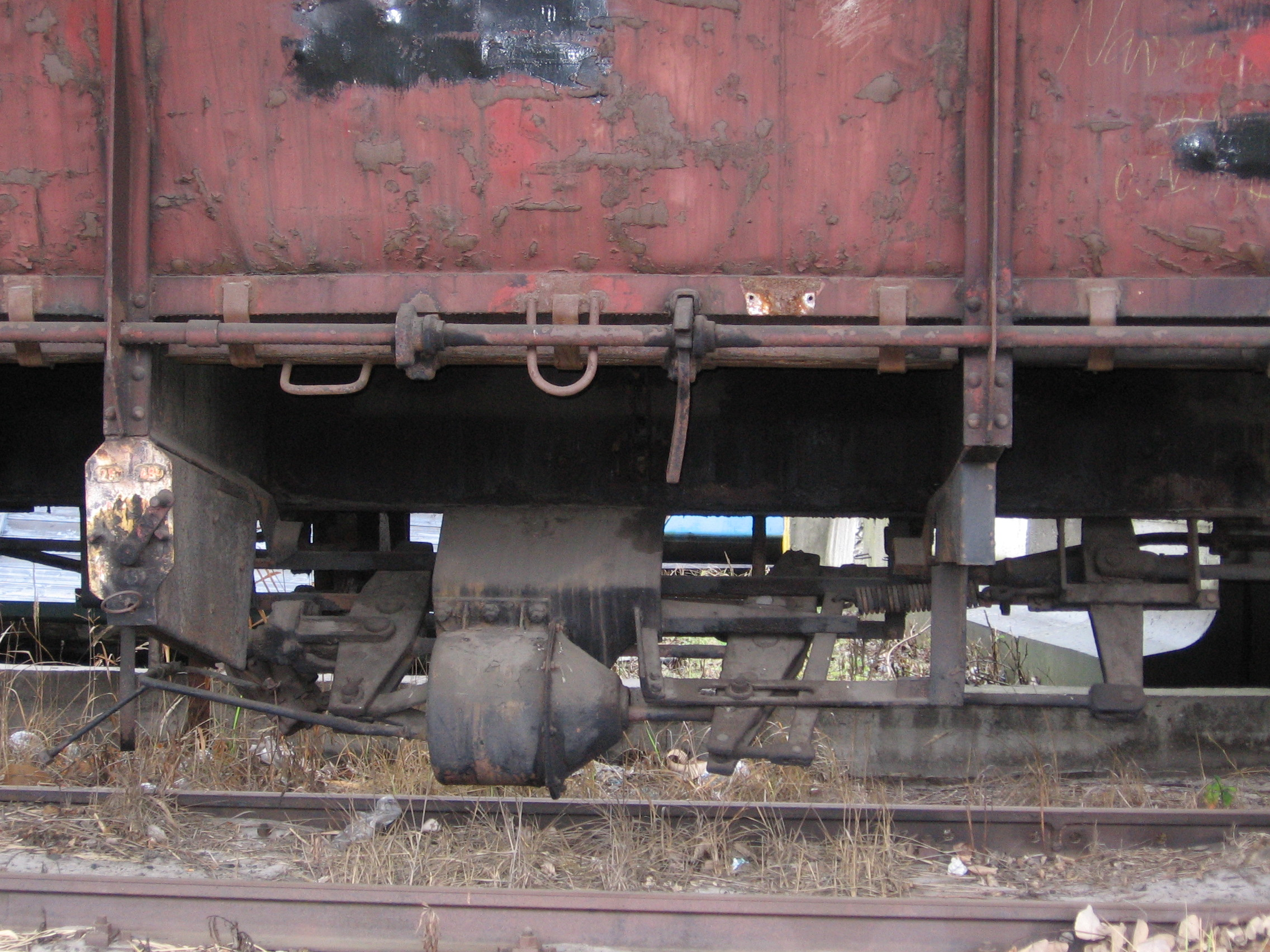
Brzdový válec mezi převodnicemi na vyřazeném voze Vsa

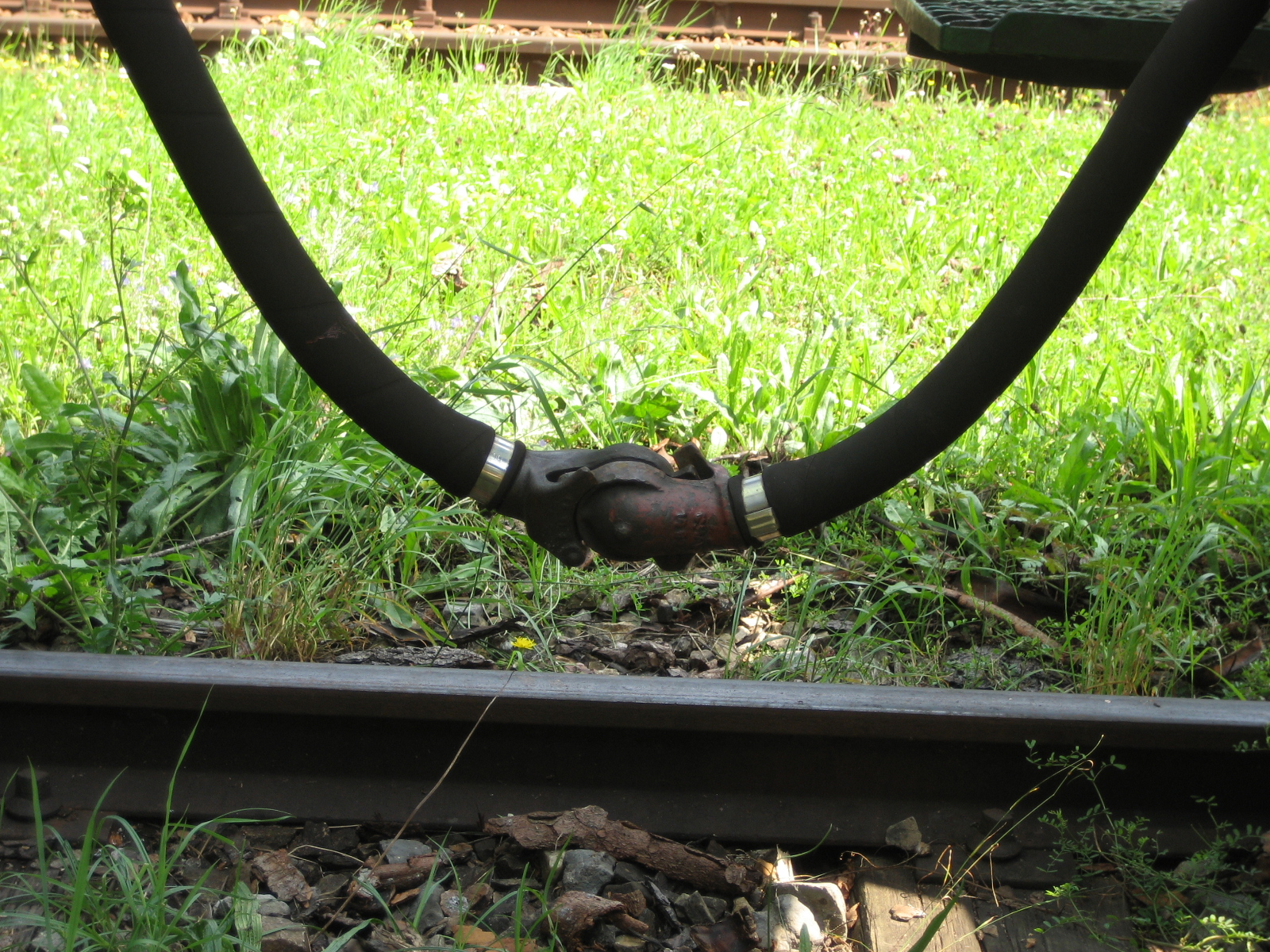
Propojené brzdové spojky

### Brzdový válec
Brzdový válec je výkonný člen tlakové brzdy. V něm působí stlačený vzduch přivedený rozvaděčem z pomocného vzduchojemu na píst. Brzdový válec bývá obvykle vložen mezi dvě páky – převodnice, jejichž konce od sebe odtlačuje a přes mechanismus brzdy se přitlačují zdrže na kola nebo destičky na brzdový kotouč.

### Potrubí, kohouty a další pomocná zařízení
Jednotlivé součásti brzdy jsou propojeny potrubím z klasické nebo nerezavějící oceli. Pro pohyblivá propojení se používají pryžové hadice. Jednotlivá vozidla jsou na čelech vybavena brzdovými spojkami sestavenými z hadicové spojky a spojkové hlavice, připojené ke spojkovému kohoutu. K dalším součástem brzdy patří součásti pro vedení vzduchu – zpětné záklopky, dvojité zpětné záklopky, odbočnice, přepouštěče, kohouty a ventily. K čištění vzduchu patří odkapnice, odolejovače, prachové filtry atd.

## Další součásti samočinné brzdy

### Přestavovače
Přestavovače jsou spojeny s příslušnými pneumatickými přístroji, které slouží ke změně parametrů brzdění. Tvary jejich rukojetí, jejich polohy a barvy jsou dány vyhláškou UIC, aby i při nedostatečném osvětlení nemohlo dojít k záměně.
- Přestavovač „nákladní – osobní“ (polohy označené „G“/„P“) mění dobu zabrzdění a odbrzdění.
- Přestavovač „prázdný – ložený“ mění tlak v brzdovém válci. Jeho polohy jsou označeny konkrétními hodnotami brzdicí váhy. Dále je na něm uvedena hodnota přestavovací váhy. Je-li aktuální hmotnost vozu nižší, má být obsluhou přestaven do polohy prázdný a naopak. Může být nahrazen automatickou regulací podle nákladu.
- Přestavovač „osobní – rychlík“ (polohy označené „P“/„R“) zapojuje nebo odpojuje vysoký stupeň brzdění.

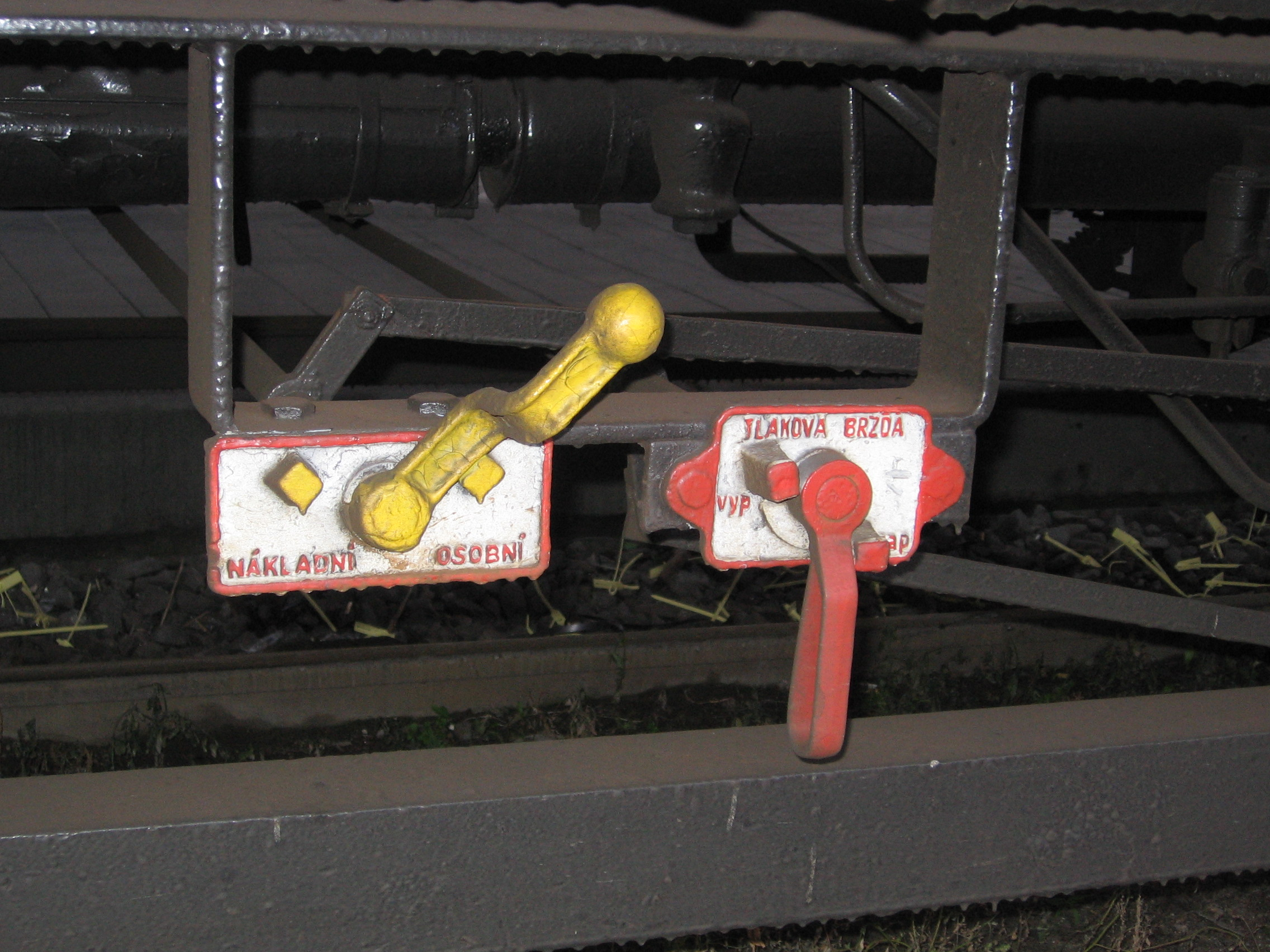
Přestavovač nákladní – osobní (může být i G-P-R) má žlutou páku s koulí, páka uzavíracího kohoutu je ve tvaru oka
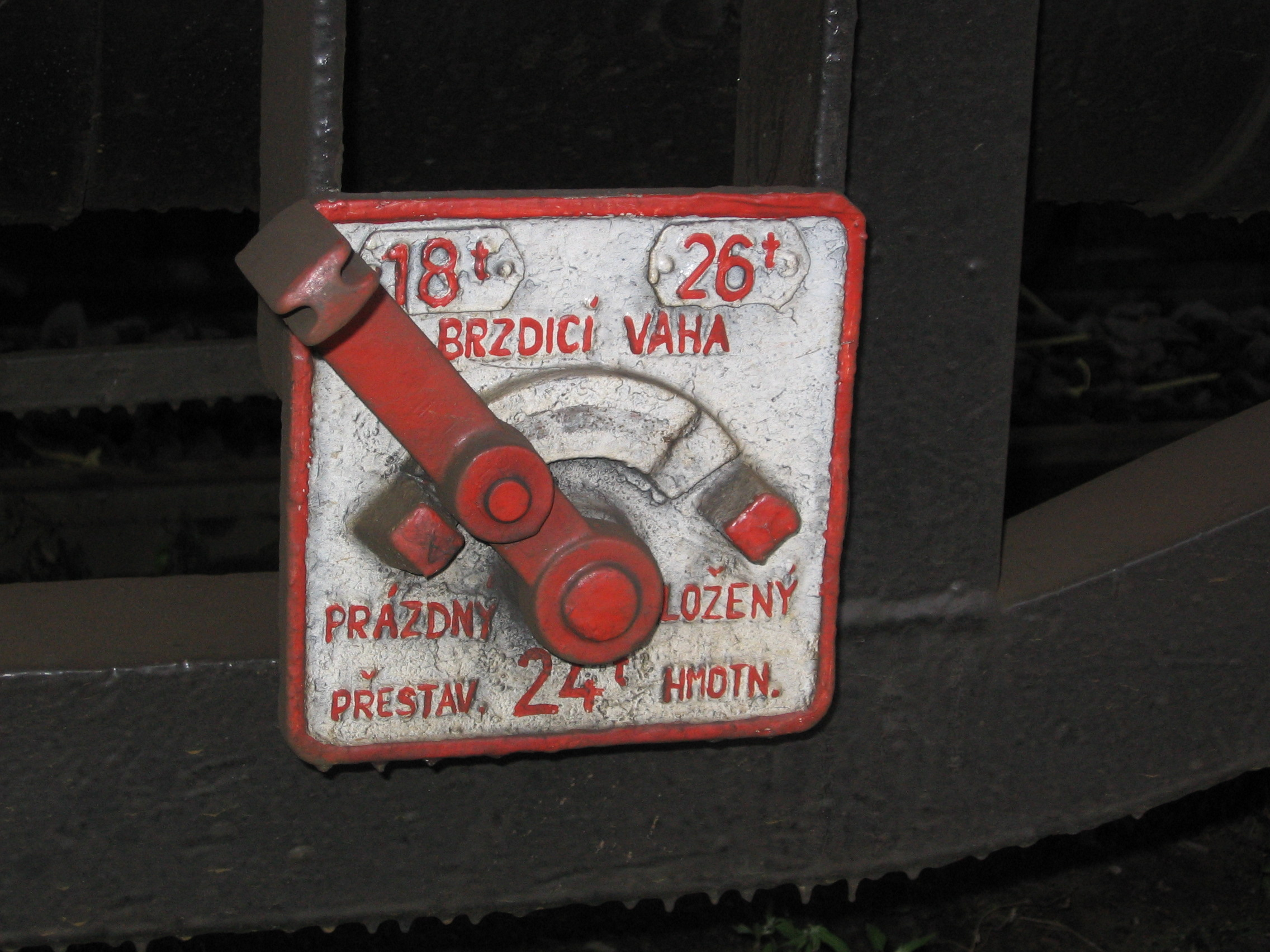
Přestavovač prázdný – ložený má páku s profilem H
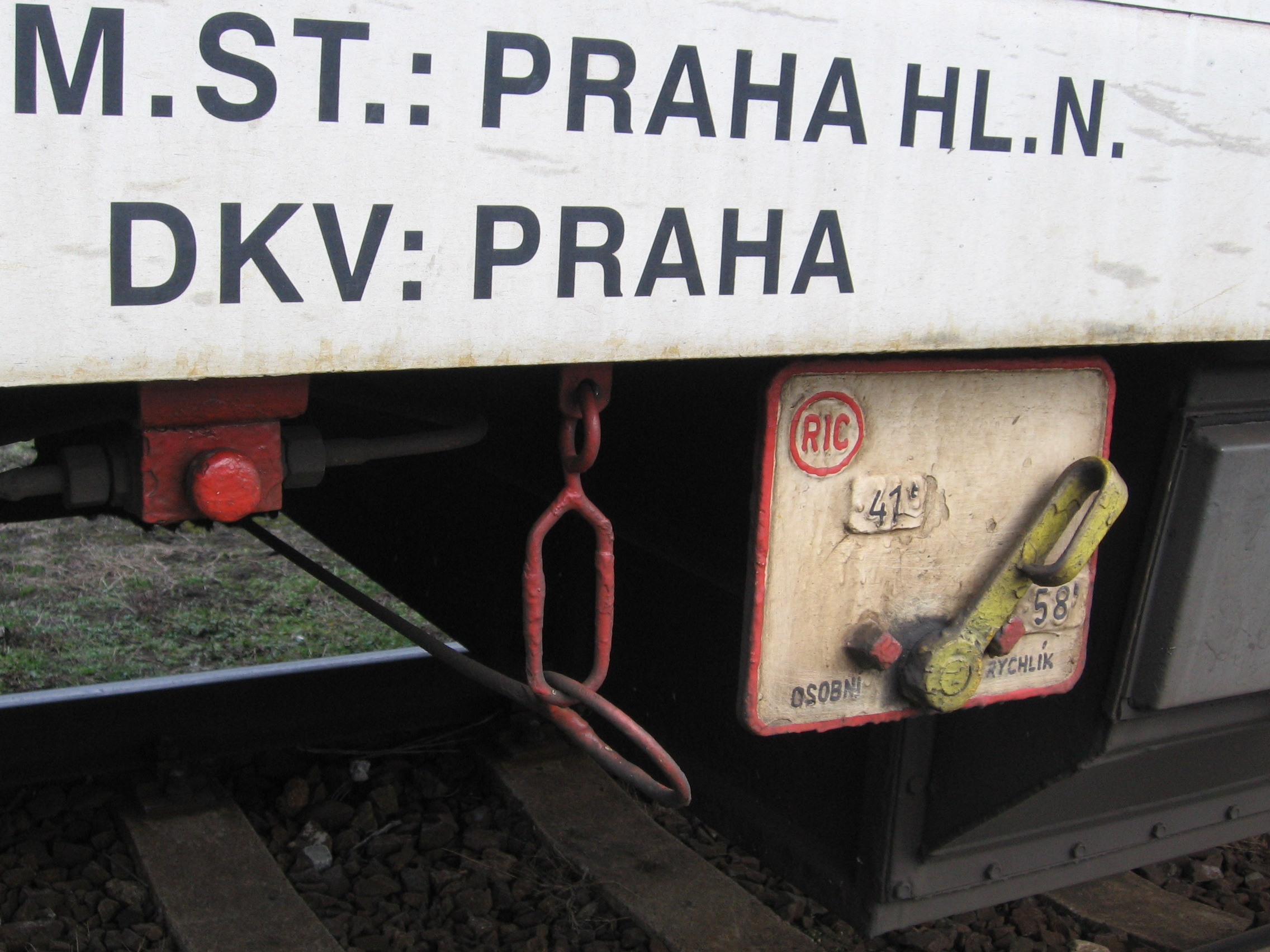
Přestavovač osobní – rychlík, vlevo nahoře stiskací záklopka pro zkoušku vysokého stupně brzdění
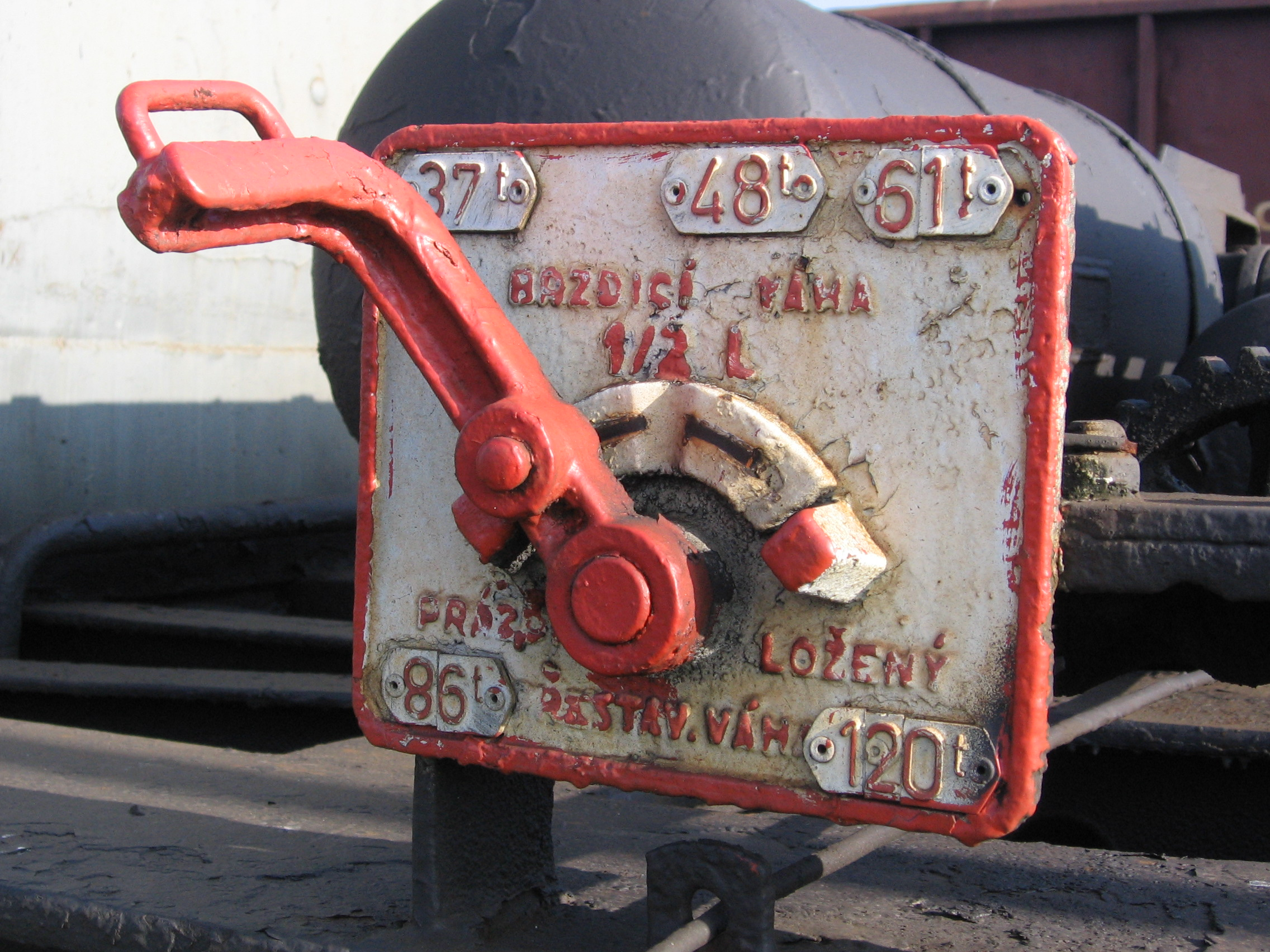
Oko vytvořené na páce přestavovače značí, že vůz má dva nezávislé rozvaděče

### Ruční odbrzďovač
Ručním odbrzďovačem se odvětrává pomocný a rozvodový vzduchojem. Používá se např. při posunu, kdy je potřeba odbrzdit vůz nepřipojený na tlakovou brzdu, nebo v případě přebití brzdy slouží především k odvětrání rozvodového vzduchojemu a tím k obnovení normální funkce rozvaděče. Ruční odbrzďovač může taktéž sloužit k vypouštění brzdových válců na lokomotivě, kde bývají k dispozici zpravidla dva systémy, kterými lze vypustit vzduch z brzdových válců bez nutnosti změny tlaku v brzdovém potrubí soupravy. K dispozici je zpravidla tlačítko OL-2, popřípadě páčka, kterou se dá vypustit vzduch přímo z brzdových jednotek, protože je propojená potrubím přímo s brzdovým válcem lokomotivy. Využívá se to hlavně při přepravě nečinné lokomotivy, aby nebyla po dobu přepravy přibrzděná.

### Tlakové relé
Pro rychlejší reakce brzdy, nezávislé na momentálním zdvihu pístu v brzdovém válci, je do pneumatického obvodu brzdy vřazeno tlakové relé. Rozvaděčem se ovládá tlak pouze v řídícím vzduchojemu, na který je připojeno tlakové relé. To pak napouští vzduch přímo z pomocného vzduchojemu do brzdového válce, resp. přímo vypouští vzduch z brzdového válce do ovzduší.

## Další funkce a doplňující zařízení brzdy

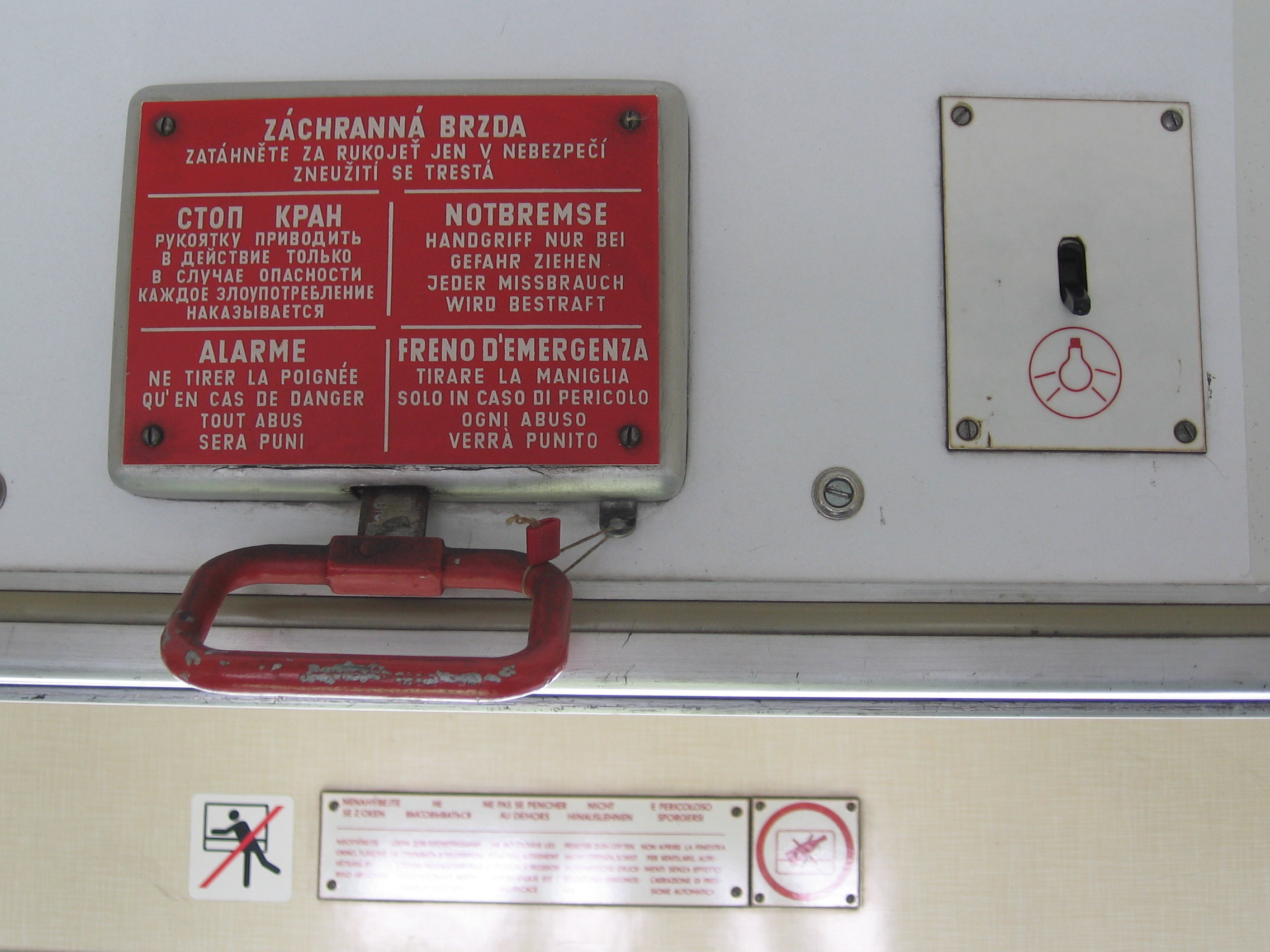
Rukojeť záchranné brzdy v osobním voze

### Záchranná brzda
Záchranná brzda slouží k zastavení vlaku v případě nebezpečí. V osobních vozech a dříve i v nákladních vozech opatřených brzdařskými budkami bylo instalováno ovládání záchranné brzdy, kterým se otevřelo hlavní potrubí.
Záchranná brzda pro osobní vozy je tvořena rukojetí s táhlem, které je napojeno na lanko spojené se záklopkou záchranné brzdy. Při zatažení za rukojeť se lanko napne a záklopku otevře. V novějším provedení je ovládání nouzového brzdění provedeno pneumaticky a strojvedoucímu umožňuje dočasně zrušit účinek záchranné brzdy, pokud by vlak měl zastavit v nevhodném místě.

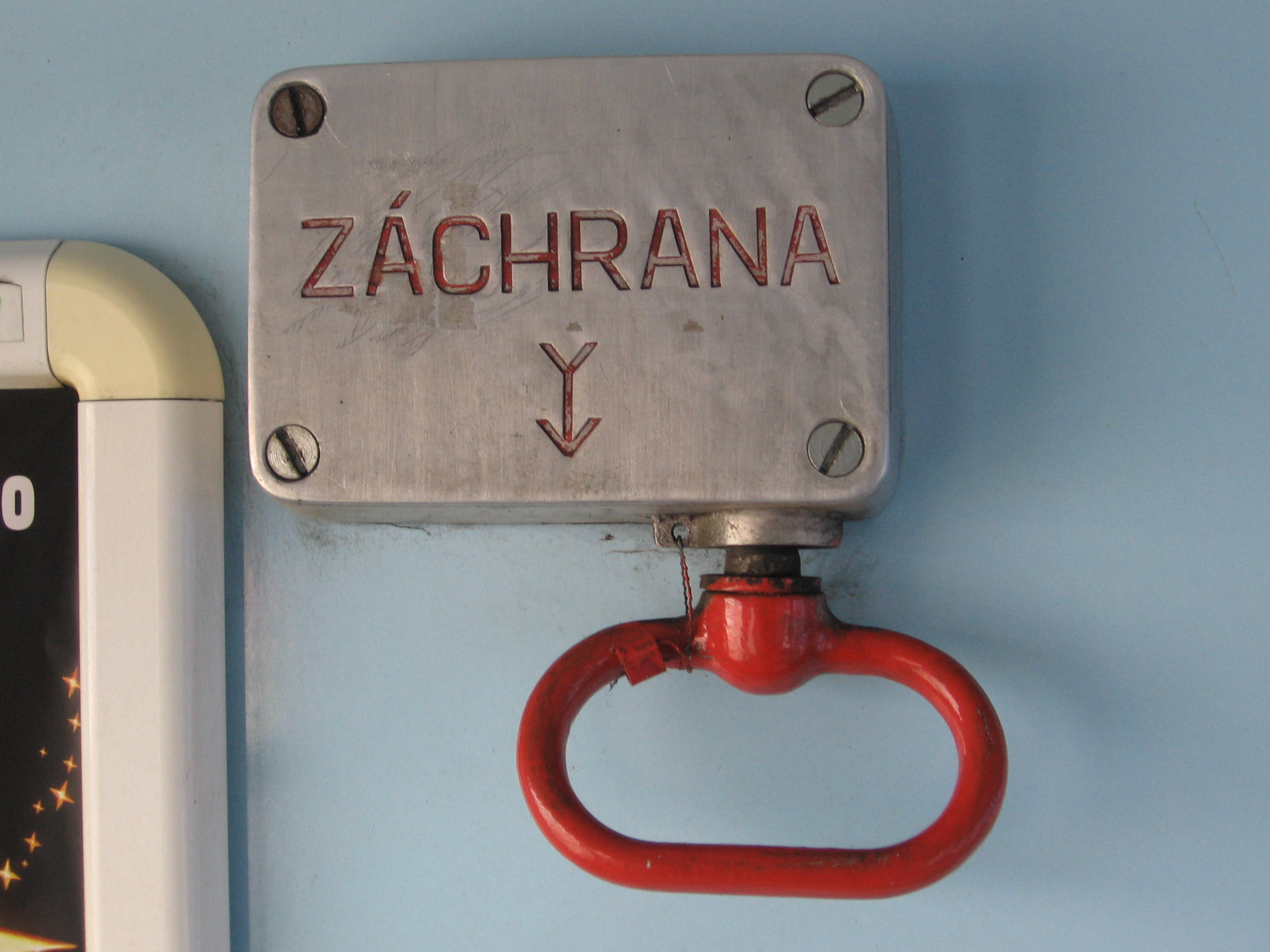
Táhlo záchranné brzdy v jednotce ř. 451
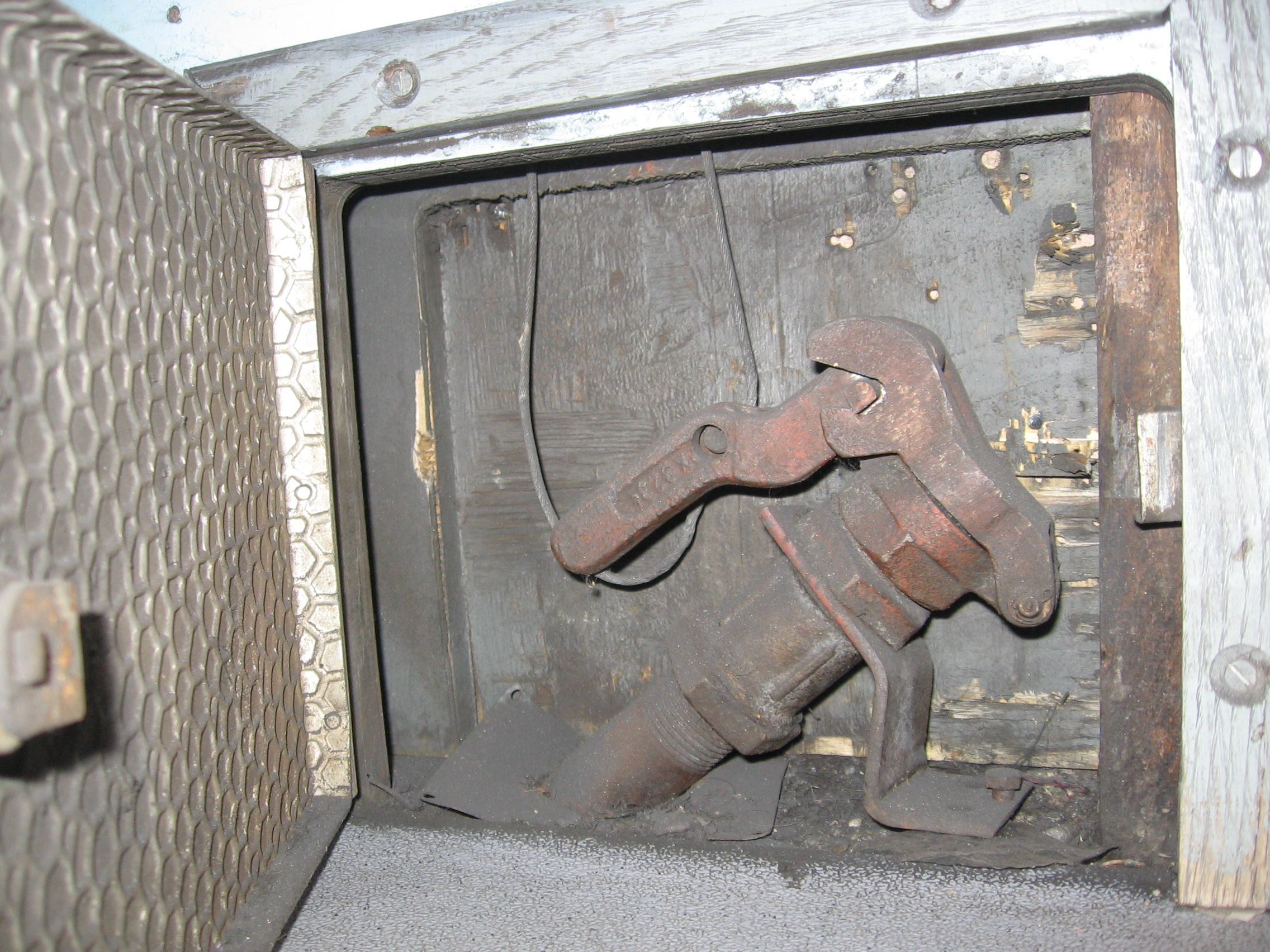
Záklopka záchranné brzdy
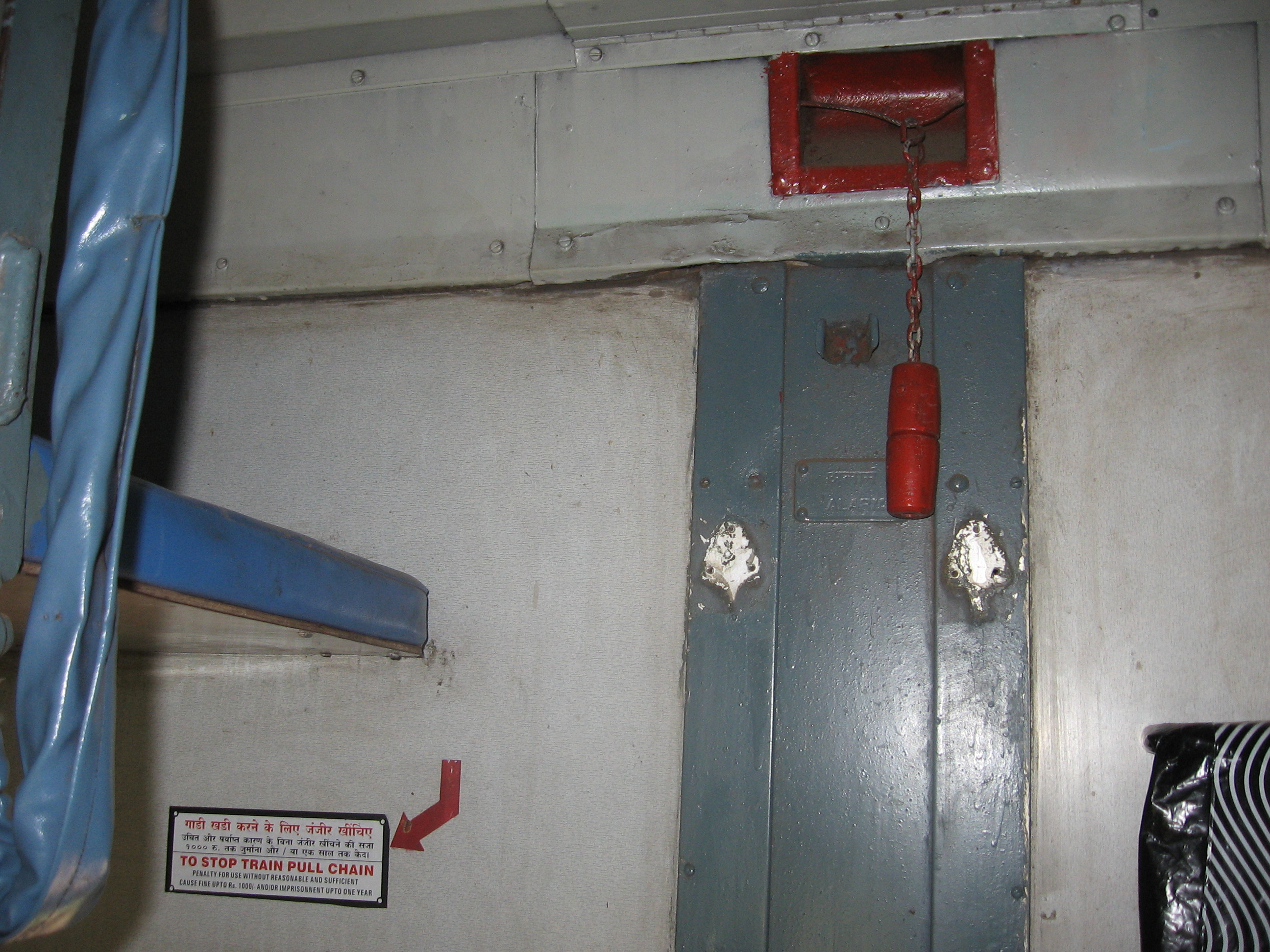
Jednodušší podoba táhla ZB

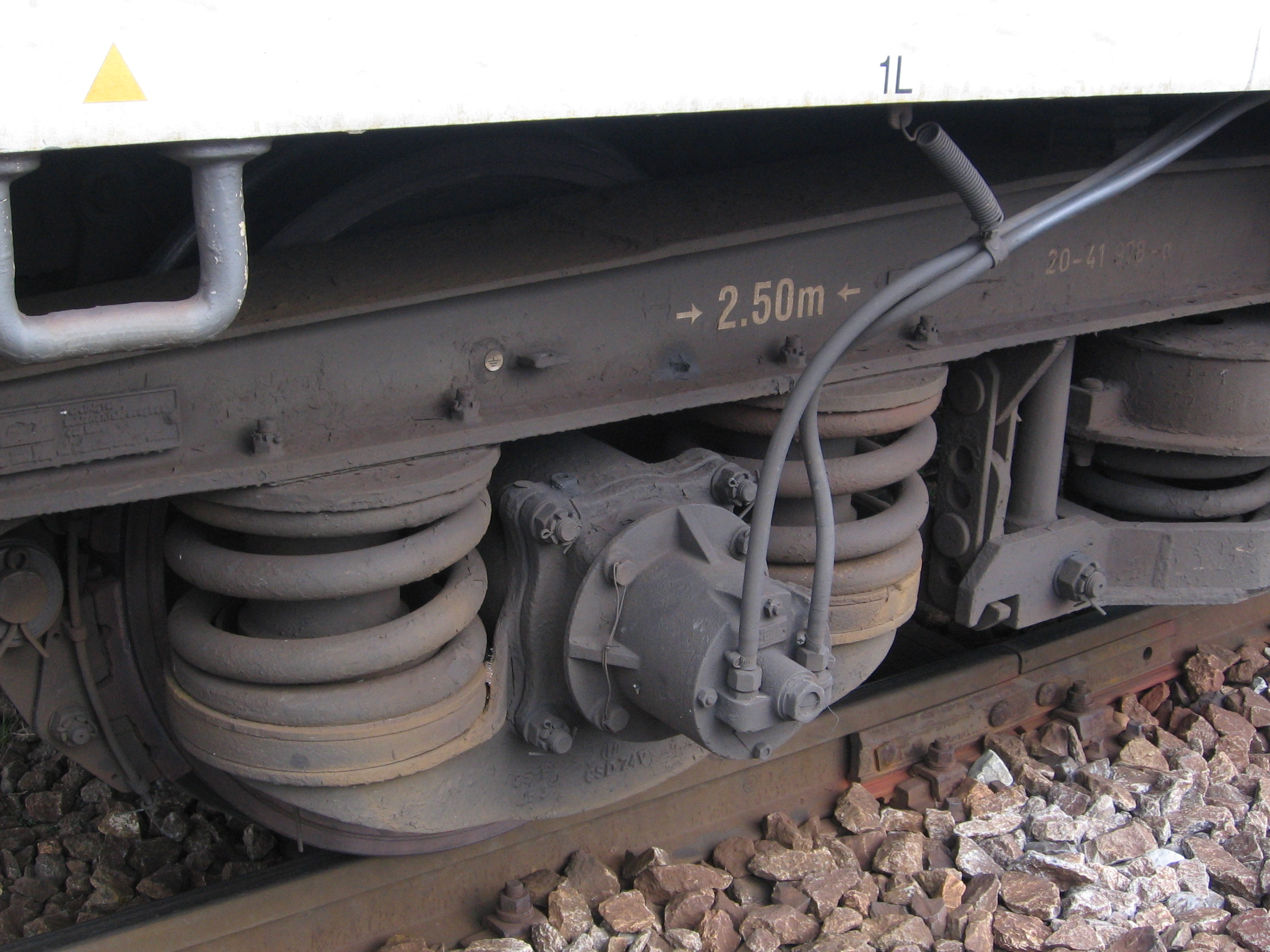
Odstředivý regulátor vysokého stupně brzdění

### Vysoký stupeň brzdění
Součinitel tření zvláště u litinových brzdových špalíků se vzrůstající rychlostí klesá. Pro kompenzaci tohoto jevu se zavádí regulace tlaku v brzdových válcích v závislosti na rychlosti. Regulace je zpravidla dvoustupňová – vyšší stupeň brzdění účinkuje při rychlosti nad 70 km/h a samočinně přechází na nižší při poklesu rychlosti pod 55 km/h.

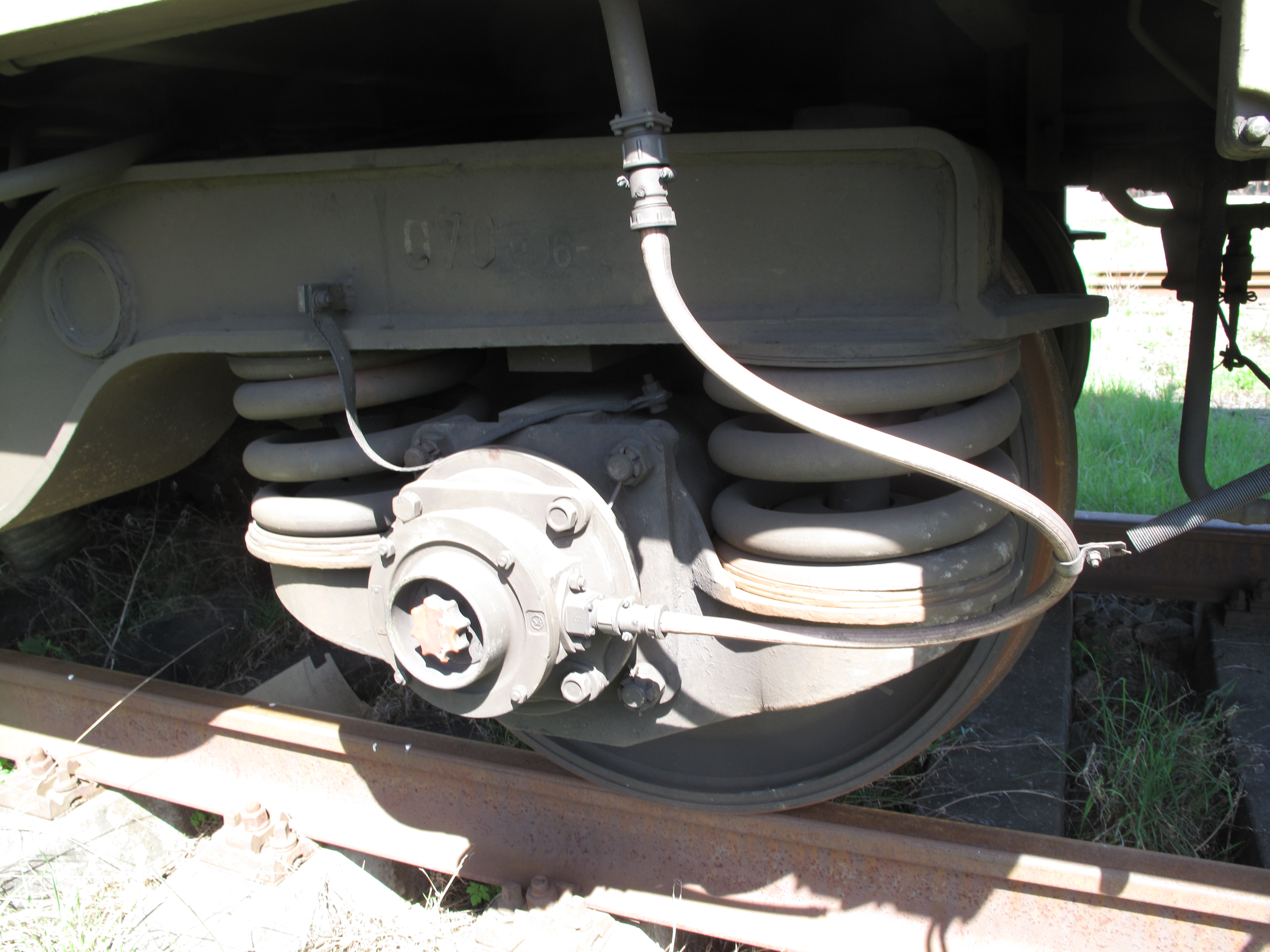
Otáčkové čidlo protismykového regulátoru s přivedeným kabelem

### Protismykový regulátor
Pro zabránění zablokování kol při brzdění za zhoršených adhezních podmínek, které vede k poškození jízdních ploch vytvořením plochých míst a nápečí, se používají protismykové regulátory. Starší pracují na principu odstředivého regulátoru, novější snímají elektronicky otáčky jednotlivých náprav, vzájemně je porovnávají a zároveň vyhodnocují rychlost změn otáček.

### Potrubní zrychlovač
Při vysokých rychlostech vlaků je důležitá doba reakce brzdy. Zatímco u pomalu jedoucích nákladních vlaků se uměle prodlužuje, aby došlo k rovnoměrnému nárůstu brzdného účinku v celé soupravě a zabránilo se tak rázům vedoucím až k přetržení vlaku, u rychlých osobních vlaků je situace opačná. Rychlost tlakové vlny v potrubí je maximálně 290 m/s (srovnatelná s rychlostí zvuku), reálná rychlost šíření poklesu tlaku (tzv. průrazná rychlost brzdy) je mnohem menší. Proto se do brzdového potrubí montují potrubní zrychlovače, které zareagují na strmost poklesu tlaku a otevřou brzdové potrubí, čímž urychlí jeho vyprázdnění a tím i zavedení rychločinného brzdění u rozvaděčů vozidel v soupravě.

### Elektropneumatická brzda
Elektropneumatická brzda (ep brzda) je označení samočinné tlakové brzdy s doplněním ovládání pomocí elektropneumatických ventilů.

#### Přímočinná elektropneumatická brzda
Elektropneumatické ventily ovládají přímo napuštění a vypouštění vzduchu z brzdových válců. Tlak vzduchu ve válcích je snímán tlakovými čidly a řízen elektronicky. Klasické zařízení tlakovzdušné samočinné brzdy slouží (pokud je instalováno) pouze pro případ nouze.

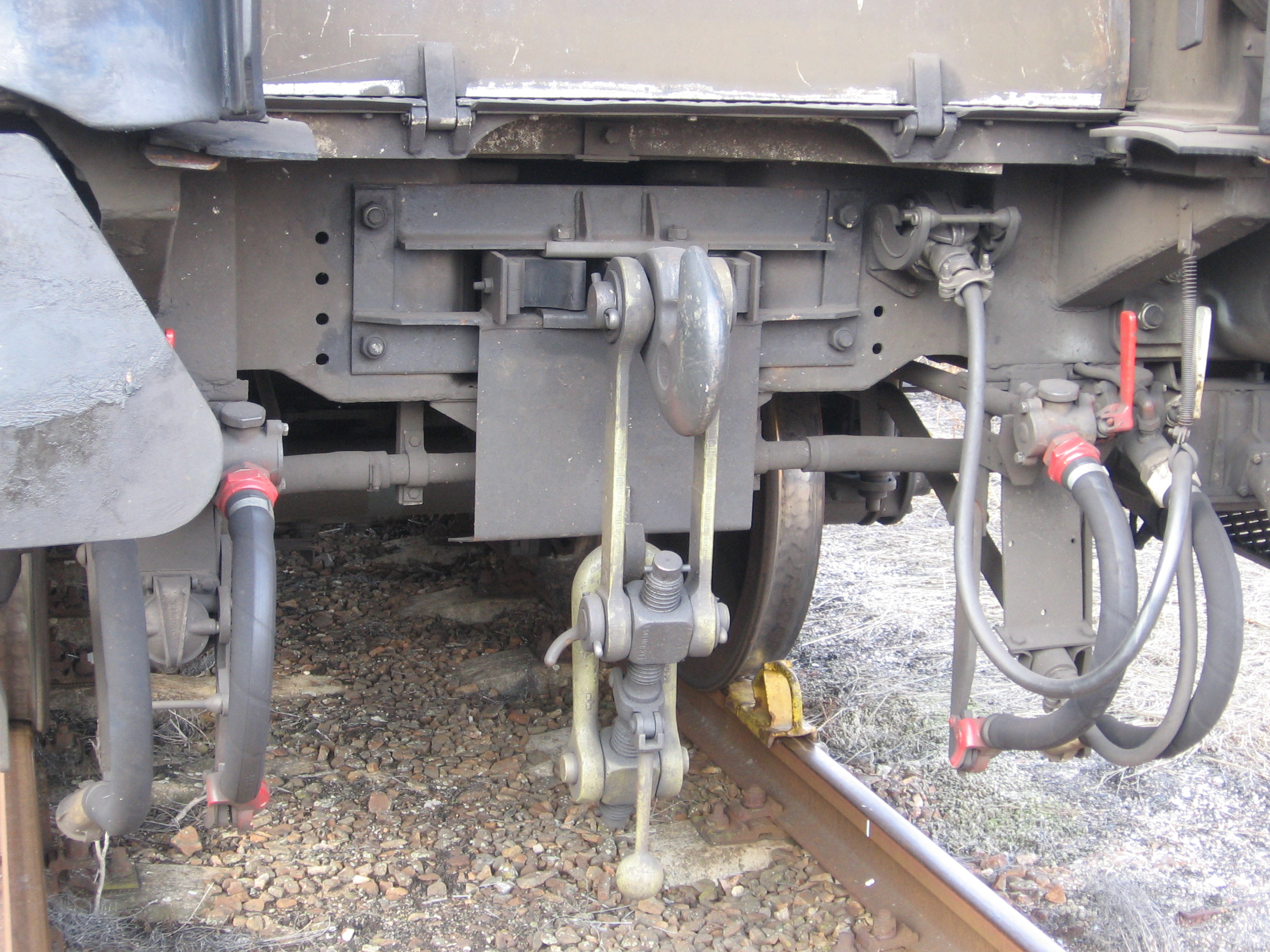
Propojovací kabel ep brzdy podle UIC 541–5 vpravo od šroubovky na švýcarském voze

#### Nepřímočinná elektropneumatická brzda
Tato brzda pracuje podobně jako čistě tlakovzdušná brzda. Na vozidle jsou dva elektropneumatické ventily ovládané z řídícího stanoviště soupravy. Jeden ventil vypouští vzduch z hlavního potrubí (funguje podobně, jako potrubní zrychlovač) a druhý doplňuje tlak v hlavním potrubí z pomocného vzduchojemu vozidla. Kromě toho je nutnou podmínkou propojení napájecího potrubí v celé soupravě, ze kterého jsou přes upravovače tlaku průběžně doplňovány pomocné vzduchojemy. Elektrické zapojení brzdy, ovládání a zkoušení řeší vyhlášky UIC 541–5 a UIC 541–6.

### Pískovací zařízení
Na kluzké koleji má strojvedoucí možnost obnovit adhezi a tedy potřebný brzdící účinek sypáním písku na temena kolejnic. Pískovací zařízení je napojeno na zdroj stlačeného vzduchu, je obvykle ovládáno elektropneumaticky a používá pneumatickou dopravu písku pod kola. U mnoha vozidel se pískuje automaticky, pokud strojvedoucí přestaví brzdič do polohy rychločinného brzdění.

## Značení brzd na vozidlech
Značení brzd na vozidlech stanoví vyhláška UIC 545. Označení brzdy se skládá ze zkratky systému brzdy a ze zkratek režimů brzdění, ve kterých může brzda pracovat. Dále se na vozidle nacházejí piktogramy specifikující některé další vlastnosti nebo součásti brzdy a nakonec je zde tabulka brzdících vah. Bez vyznačené brzdící váhy nesmí být brzdící váha vozidla započítána do výpočtu brzdících procent vlaku.

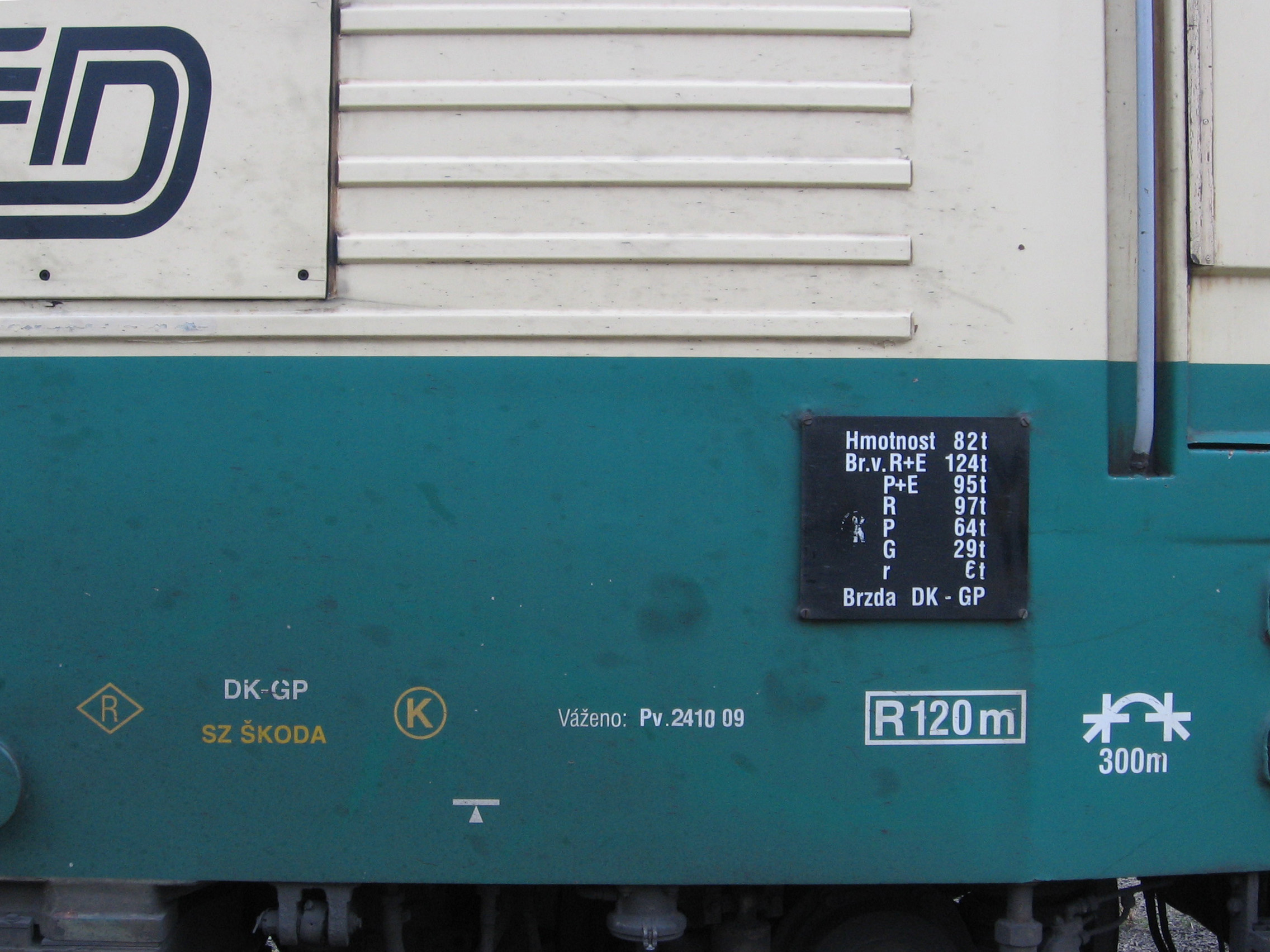
Tabulka brzdících vah a další údaje o brzdě na lokomotivě 151.016 ČD:
DK-GP – brzda DAKO, režim nákladní, osobní
R v kosočtverci – režim R
K v kroužku – nekovové špalíky
(D v kroužku znamená kotoučovou brzdu)

| Knorr        | K              |
| Westinghouse | W              |
| Matrosov     | (plným názvem) |
|              |                |
|              |                |
|              |                |

| Kunze-Knorr      | KK  |
| Drolshammer      | Dr  |
| Hildebrand-Knorr | HiK |
| Božič            | Bo  |
| Breda            | Bd  |
|                  |     |

| Charmilles   | Ch         |
| Knorr KE     | KE         |
| Oerlikon     | O          |
| Westinghouse | WE, WU, WA |
| DAKO         | DK         |
| SAB WABCO    | SW         |

| nákladní | G |
| osobní   | P |
| rychlík  | R |

| samočinná regulace podle ložení | A  |
| magnetická brzda                | Mg |
|                                 |    |

## Historie samočinné tlakové brzdy u ČSD

### Situace po roce 1918
Na železnicích Rakouska-Uherska nebyl zavedený jednotný systém brzd. Vlaky osobní dopravy se v Rakousku brzdily sací brzdou soustavy Hardy, zatímco v Uhersku již byla zavedena tlaková brzda Westinghouseova. Nákladní vlaky byly brzděny ručně. Po vzniku samostatného Československa vzrostla potřeba osobní dopravy na Slovensku, které nemělo dost vlastních vozidel. Proto byly na Slovensko přesunuty lokomotivy a vozy z Čech a Moravy vystrojené sací brzdou. V provozu tak mnohdy docházelo na jednom vlaku ke kombinaci vozidel s různými brzdovými systémy, což vedlo ke snižování rychlosti vlaků a zvýšené potřebě brzdařů. Potřeba zavedení jednotné brzdy byla více než naléhavá, avšak ČSD byly nuceny vyčkat na rozhodnutí na mezinárodní úrovni.

### Zavádění tlakové brzdy v Evropě
Brzdová komise ustanovená třetí konferencí evropských železničních správ o technické jednotnosti na železnici předložila v květnu 1909 požadavky na jednotnou brzdu nákladních vozů a předpokládaný program zkoušek. Bylo provedeno několik porovnávacích zkoušek, zejména s Hardyho sací brzdou v Rakousku a Westinghouseovou tlakovou brzdou v Maďarsku. Během války rozhodlo Německo o zavedení tlakové brzdy Kunze-Knorr a to bylo dokončeno v roce 1925. V poválečných mírových smlouvách uložili spojenci poraženým státům podmínku, že smějí na svých vozech používat pouze tlakovou brzdu schopnou spolupracovat s brzdou, kterou zavedou spojenci sami. V roce 1923 bylo v Paříži na zasedání nedávno předtím vzniklé Mezinárodní železniční unie ustanoveno, že se použije brzda tlaková, kompatibilní s brzdou Westinghouse. Mezinárodně uznaná byla brzda Kunze-Knorr a mimo jiné také jihoslovanská brzda Božičova.

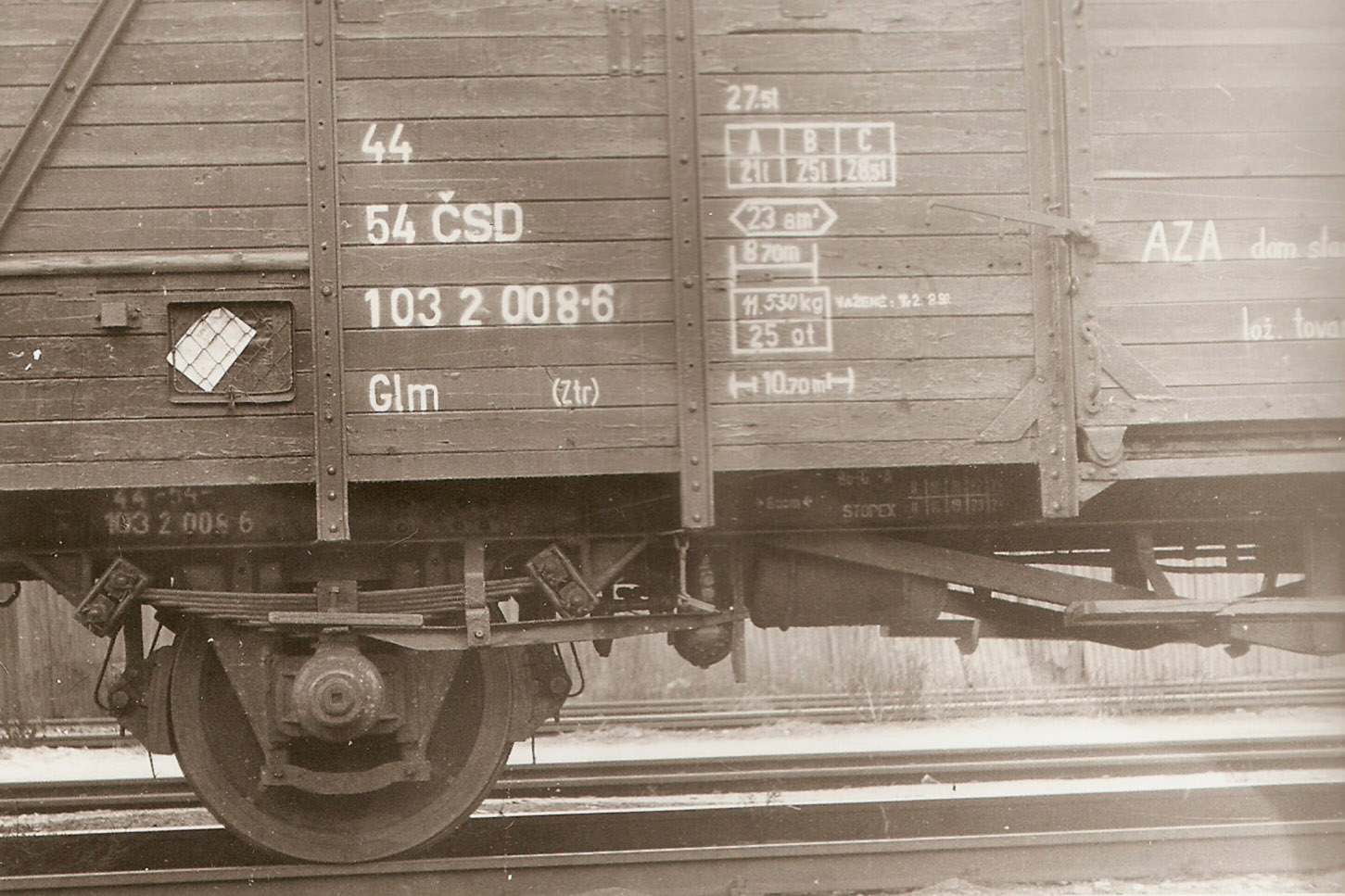
Vůz původní řady Ztr s tlakovou brzdou Božič s typickou baňkou rozvodového vzduchojemu a s ramenem opřeným o ložiskovou komoru pro regulaci brzdy dle zatížení vozu

### Zavádění tlakové brzdy u ČSD
V Čechách, na Moravě a ve Slezsku se začala zavádět tlaková brzda postupně od roku 1924. Nejprve u osobních vlaků na trati Bohumín – Břeclav, v následujícím roce na tratích Praha – Česká Třebová – Brno – Bratislava a Praha – Olomouc – Přerov – Bohumín. V roce 1926 byla zavedena na všech hlavních tratích ředitelství olomouckého a brněnského, kromě oblasti jihozápadní Moravy. Roku 1927 byla zavedena na tratích Praha – Děčín a Praha – Lysá – Kolín – Jihlava a na jihozápadní Moravě. V roce 1929 bylo zavádění tlakové brzdy ukončeno v oblasti plzeňského ředitelství.
V nákladní dopravě bylo vystrojeno do roku 1928 kolem 500 vozů brzdou Kunze-Knorr, která již byla provozována na ČSD u tranzitních nákladních vlaků z Německa (jednalo se o vozy DR). Menší počet krytých nákladních vozů pro přepravu rychlozboží z jižního Slovenska byl vystrojen brzdou Westinghouse. V témže roce se s největšími parními lokomotivami ČSD řady 636.0 zkoušela a předváděla zástupcům UIC brzda Božič na trati ze Spišské Nové Vsi do Žiliny. Od roku 1931 začaly nasazovat na svůj vozidlový park brzdu Božić zdokonalenou a vyráběnou Škodovými závody.

### Brzda DAKO
Po druhé světové válce byla zahájena výroba a montáž přístrojů tlakovzdušné brzdy v továrně Kovolis Hedvikov. V roce 1949 byla vytvořena skupina v čele s Josefem Daňkem, jejímž úkolem bylo vyvinout nový československý systém tlakovzdušné brzdy. V roce 1954 byly předvedeny brzdové rozváděče DAKO C brzdové subkomisi UIC a o dva roky později byly od rozváděče DAKO C odvozené rozváděče CV a CV1 homologovány pro mezinárodní provoz. Brzda byla pojmenována DAKO, což je zkratka Daněk – Kovolis. V roce 1959 byla vyvinuta rychlíková brzda DAKO R a v roce 1965 se výroba přesunula do nového závodu u nádraží v Třemošnici. Až do počátku 90. let byla brzda DAKO součástí prakticky všech vozidel dodávaných ČSD.